# 21. Juni
Der 21. Juni ist der 172. Tag des gregorianischen Kalenders (der 173. in Schaltjahren), somit verbleiben noch 193 Tage bis zum Jahresende.
Am 21. (bzw. 20.) Juni steht die Sonne am nördlichen Wendekreis im Zenit und geht im nördlichen Polarkreis nachts nicht unter. Dieser Tag ist somit in der nördlichen Erdhälfte der längste Tag des Jahres, die Sommersonnenwende.

## Ereignisse

### Politik und Weltgeschehen
- 1156: Kaiser Friedrich Barbarossa verleiht Augsburg das Stadtrecht erneut, das der Ort als römisches Augusta Vindelicum bereits vom römischen Kaiser Hadrian im Jahr 121 n. Chr. erhalten hat. Die Justitia Civitatis Augustensi ist das älteste deutsche Stadtrecht.
- 1208: Der bayerische Pfalzgraf Otto VIII. von Wittelsbach ermordet in Privatfehde den römisch-deutschen König Philipp von Schwaben und entscheidet damit den deutschen Thronstreit zugunsten Ottos von Braunschweig.

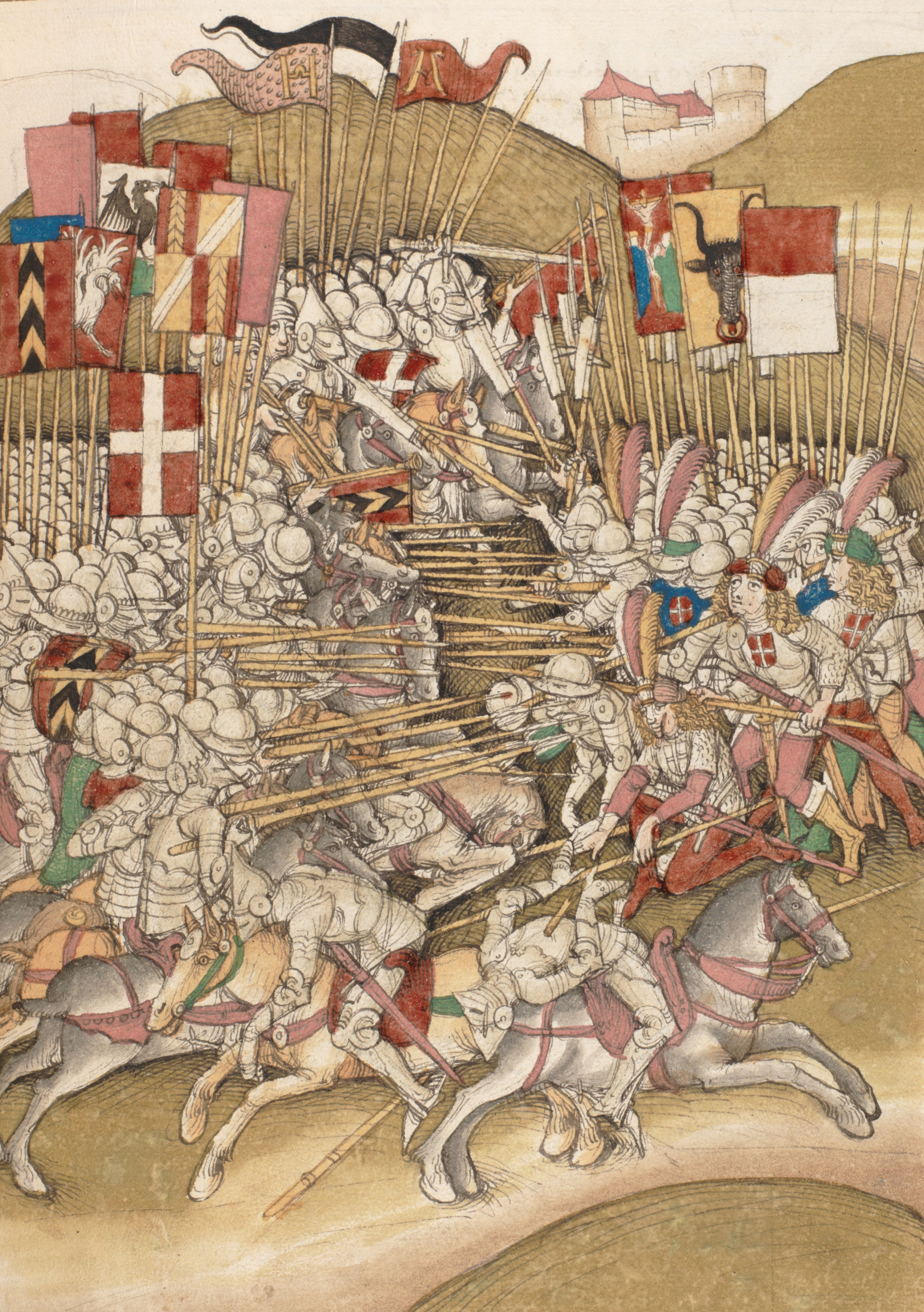
1339: Schlacht bei Laupen

- 1339: Stadt und Festung Laupen werden in der Schweiz durch ein burgundisch-habsburgisches Heer belagert. Das eidgenössische Entsatzheer, unter dem Befehl des Berner Ritters Rudolf von Erlach, besiegt in der Schlacht bei Laupen die Belagerer.
- 1481: Papst Sixtus IV. bestätigt in der Bulle Aeterni regis den Vertrag von Alcáçovas. Die Kanarischen Inseln bleiben damit kastilischer Besitz.

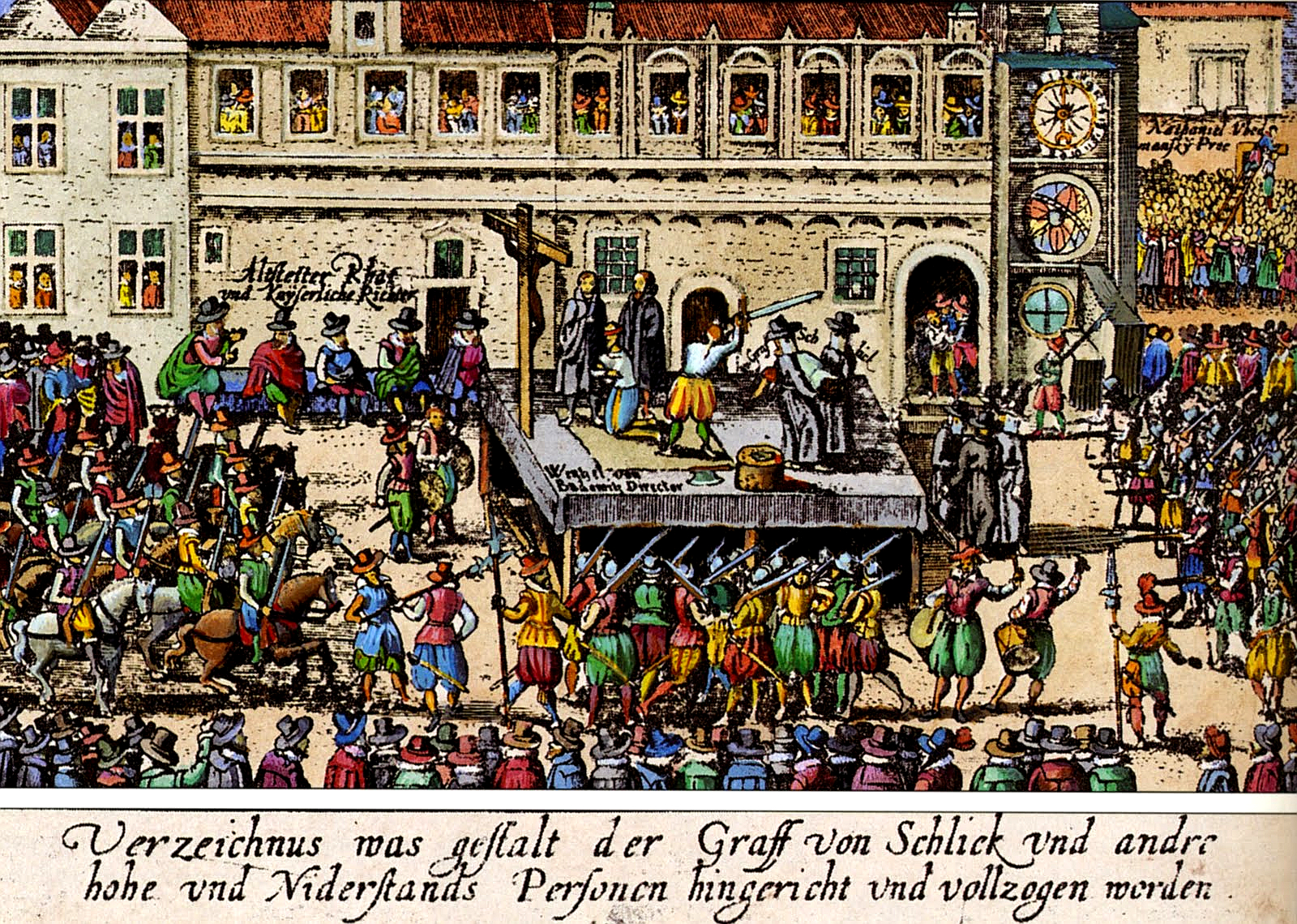
1621: Die Altstädter Exekution

- 1621: Dreißigjähriger Krieg: Vor dem Altstädter Rathaus in Prag werden auf Befehl Kaiser Ferdinands II. 27 protestantische böhmische Adlige hingerichtet. Damit wird der Ständeaufstand bestraft. Die Köpfe von zwölf Hingerichteten und die Hand des Grafen Joachim Andreas von Schlick, eines der Anführer, werden auf die Dauer von zehn Jahren an den Altstädter Brückenturm genagelt.
- 1650: Irische Konföderationskriege: In der Schlacht von Scarrifholis im Zuge der Rückeroberung Irlands besiegt die New Model Army, das Parlamentsheer Oliver Cromwells, die irischen Truppen.
- 1767: Der englische Kapitän Samuel Wallis entdeckt die Insel Tahiti.
- 1788: New Hampshire wird der neunte Bundesstaat der USA.
- 1791: Der Fluchtversuch König Ludwigs XVI. wird in Varennes-en-Argonne (Lothringen) vereitelt.

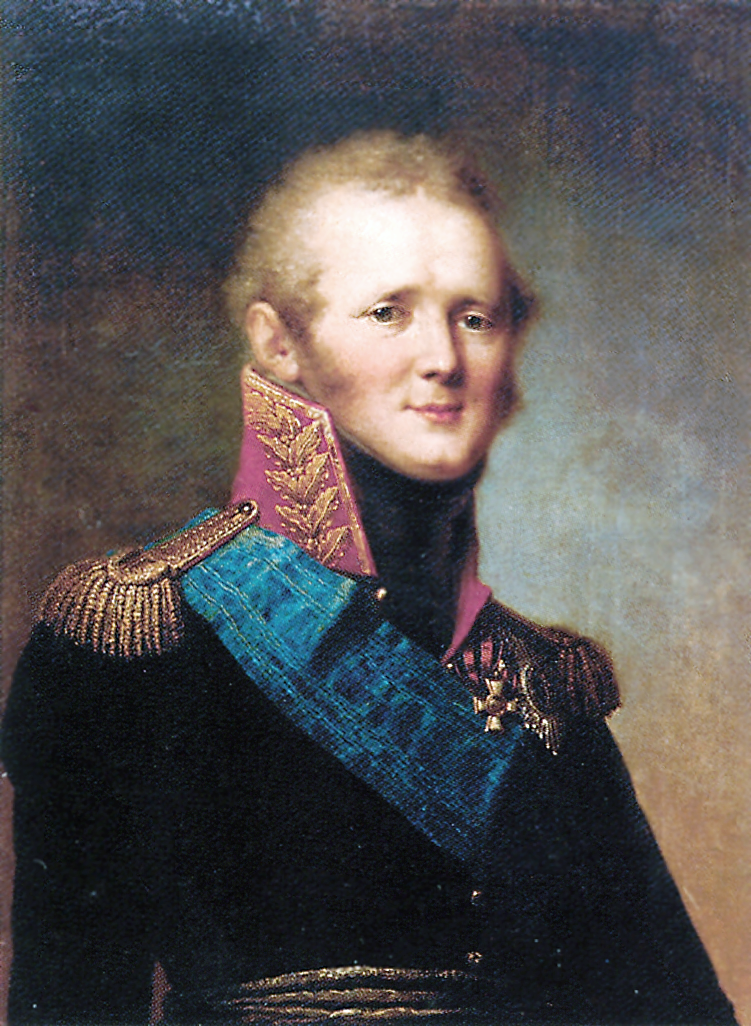
1807: Alexander I.

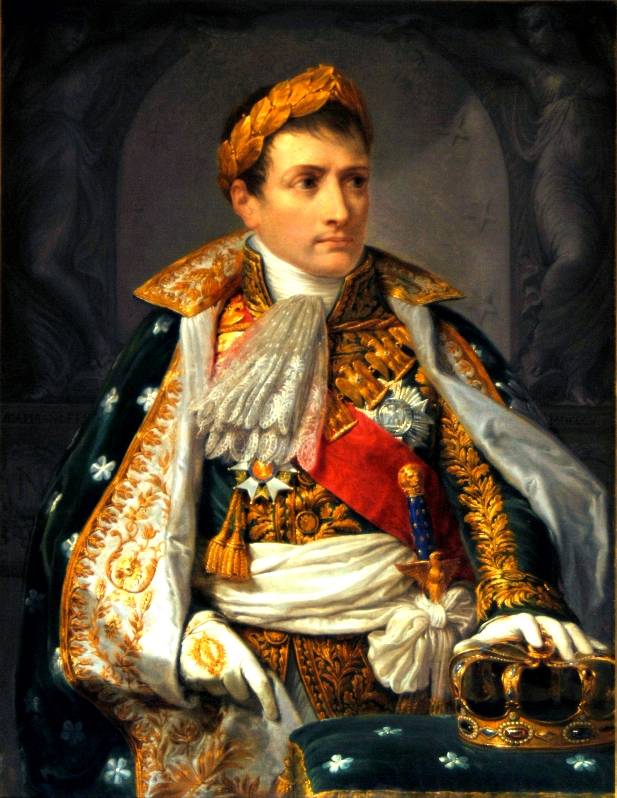
1807: Napoleon

- 1807: In Tilsit wird zwischen Alexander I. und Napoleon ein Waffenstillstand geschlossen.
- 1813: In der Schlacht bei Vitoria im Baskenland besiegen englische, portugiesische und spanische Truppen unter dem Oberbefehl Wellingtons die Franzosen.
- 1849: Im Gefecht bei Waghäusel besiegt die zahlenmäßig zunächst überlegene Badische Revolutionsarmee eine von der großherzoglichen Regierung herangerufene, vom Deutschen Bund legitimierte preußische Vorhut, bricht aber die Verfolgung frühzeitig ab, weshalb sich der Gegner wesentlich verstärken und neu formieren kann.
- 1869: In Wien nimmt das Reichsgericht seine Tätigkeit auf, das Verfassungsgericht in Österreich-Ungarn.
- 1898: Die Insel Guam wird während des Spanisch-Amerikanischen Krieges von Truppen der USA unblutig erobert.

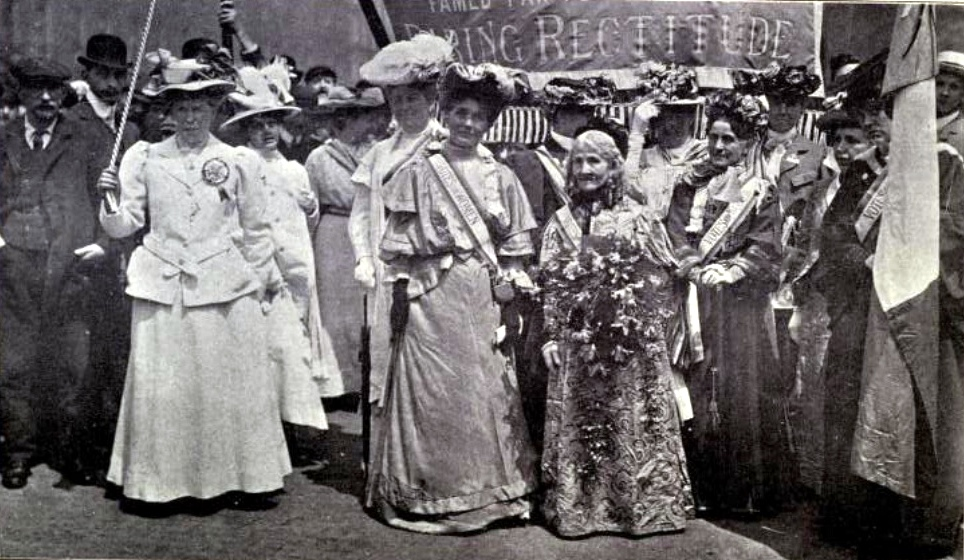
1908: Demonstrationsspitze der WSPU

- 1908: Die WSPU organisiert in London eine Demonstration zur Einführung des Frauenwahlrechts, genannt Women’s Sunday, an der mehr als 250.000 Personen, mehrheitlich Frauen, teilnehmen.
- 1919: Die in Scapa Flow befindlichen Kriegsschiffe der Hochseeflotte der deutschen Vorläufigen Reichsmarine, die nach dem verlorenen Ersten Weltkrieg an die siegreichen Briten übergeben werden sollen, werden von ihren Besatzungen versenkt.
- 1933: SA-Leute beginnen den Terror der Köpenicker Blutwoche.
- 1942: Die alliierten Verteidiger der libyschen Stadt Tobruk geben nach zweiwöchigen heftigen Kämpfen auf. Das deutsche Afrikakorps besetzt im Afrikafeldzug den Ort und erbeutet große Mengen an Nachschubgütern.
- 1957: In einem Hotel in Manhattan verhaften Beamte des FBI Rudolf Iwanowitsch Abel, einen der erfolgreichsten Agenten der Sowjetunion.
- 1962: Ein von der Polizei beendetes Konzert jugendlicher Straßenmusikanten löst in München die Schwabinger Krawalle aus.

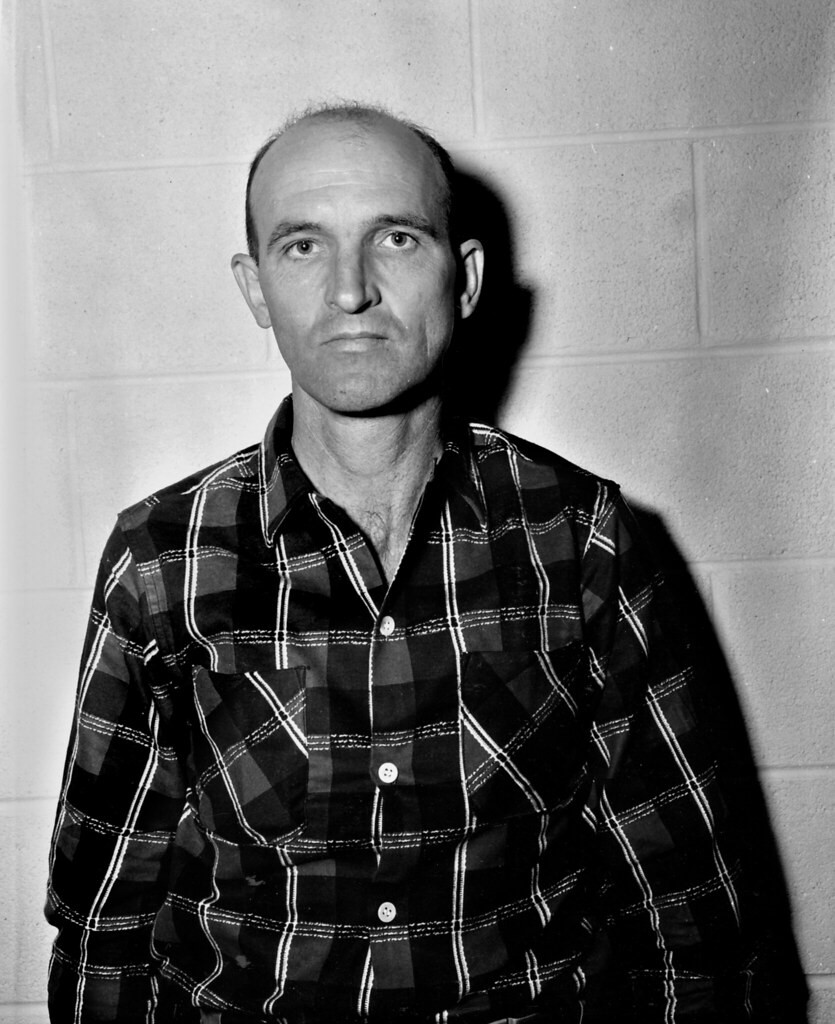
1964: Edgar Ray Killen

- 1964: Die drei US-Bürgerrechtler Andrew Goodman, Michael Schwerner und James Earl Chaney werden in Neshoba County, Mississippi, als vermisst gemeldet und wenig später tot aufgefunden. Ihr gewaltsamer Tod wird am 21. Juni 2005 mit der Verurteilung von Edgar Ray Killen wegen Totschlags geahndet. Das Ereignis bildet die Grundlage für den Film Mississippi Burning – Die Wurzel des Hasses.
- 1974: Das Bundesverfassungsgericht stoppt die Fristenregelung für Schwangerschaftsabbruch.
- 1978: Till Meyer, Gabriele Rollnik, Gudrun Stürmer und Angelika Goder, Mitglieder der Terrororganisation Bewegung 2. Juni, werden in Burgas (Bulgarien) durch bundesdeutsche Beamte verhaftet und am Folgetag an die Bundesrepublik ausgeliefert.
- 1998: In Burundi wird ein Waffenstillstandsvertrag zwischen der Tutsi-Regierung und den Hutu-Rebellen unterzeichnet.
- 2001: Der Deutsche Bundestag beschließt als eine Folge früherer Pflegeskandale das Pflege-Qualitätssicherungsgesetz. Pflegeeinrichtungen werden darin unter anderem verpflichtet, ein Qualitätsmanagement aufzubauen und müssen sich Prüfungen zu Leistungs- und Qualitätsnachweisen stellen.

### Wirtschaft
- 1822: Die Keimzelle von Esche Schümann Commichau, heute eine Sozietät von Rechtsanwälten, Wirtschaftsprüfern und Steuerberatern, wird in Hamburg von Johann Carl Knauth gegründet.

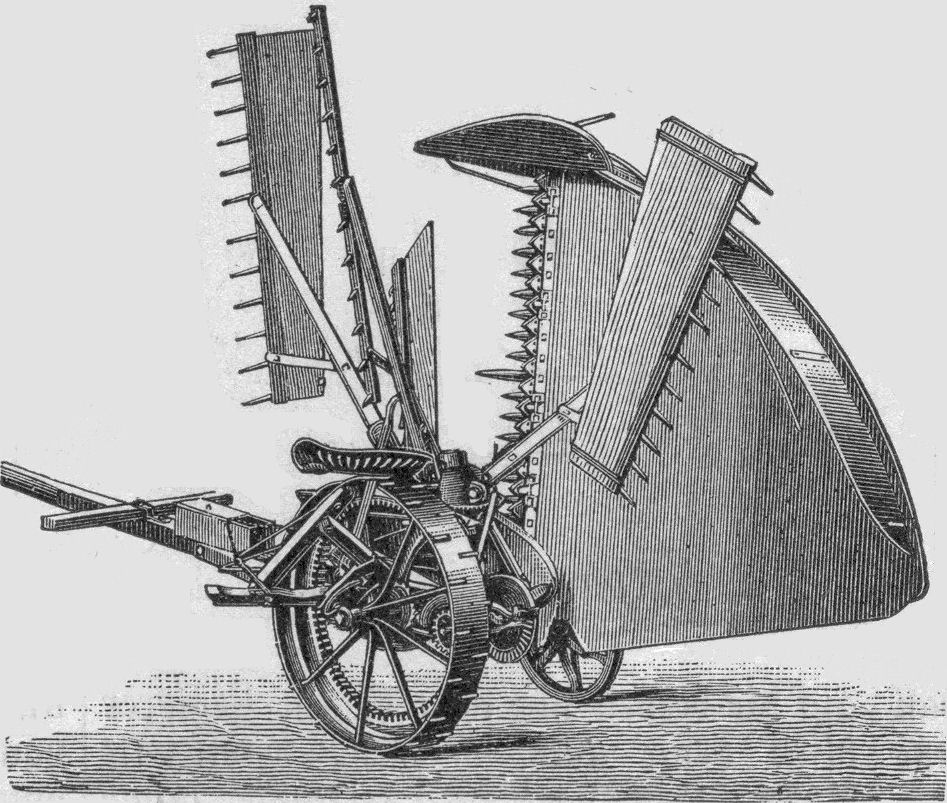
1834: McCormicks „Virginia-Reaper“

- 1834: Cyrus McCormick erhält das US-Patent auf den von ihm erfundenen Balkenmäher zur Getreideernte. Sein Virginia Reaper wird von Pferden gezogen.
- 1879: In Wiesbaden wird die Gesellschaft für Lindes Eismaschinen, die heutige Linde plc, gegründet.
- 1922: Wilhelm Goldmann gründet in Leipzig den Goldmann Verlag. Die deutsche Edition der Kriminalromane von Edgar Wallace wird zum Fundament für den verlegerischen Erfolg.
- 1948: Die Deutsche Mark löst infolge der Währungsreform die Reichsmark ab.
- 1948: Die Firma Columbia Broadcasting System stellt die Langspielplatte mit 33 1⁄3 Umdrehungen pro Minute vor. Diese von ihrem Mitarbeiter Peter Carl Goldmark erfundene Vinyl-Schallplatte verdrängt alsbald die Schellackplatte.
- 1970: Die US-amerikanische Eisenbahngesellschaft Penn Central, das sechstgrößte Unternehmen im Land, meldet Konkurs an. Da sie ein Drittel aller Reisezüge in den Vereinigten Staaten betreibt, zieht dies umgehend die Gründung der halbstaatlichen Amtrak nach sich.
- 1990: Die Budapester Börse wird unter maßgeblichem Einfluss der Wiener Börse wiedereröffnet.
- 1999: Die Deutsche Börse führt als neuen Aktienindex in Deutschland den SDAX ein. Er basiert auf der Kursentwicklung von 50 Unternehmen im Bereich der Nebenwerte.

### Wissenschaft und Technik
- 1886: Grundsteinlegung und damit Baubeginn der Tower Bridge in London.
- 1895: Kaiser Wilhelm II. eröffnet den damals noch Kaiser-Wilhelm-Kanal genannten Nord-Ostsee-Kanal.

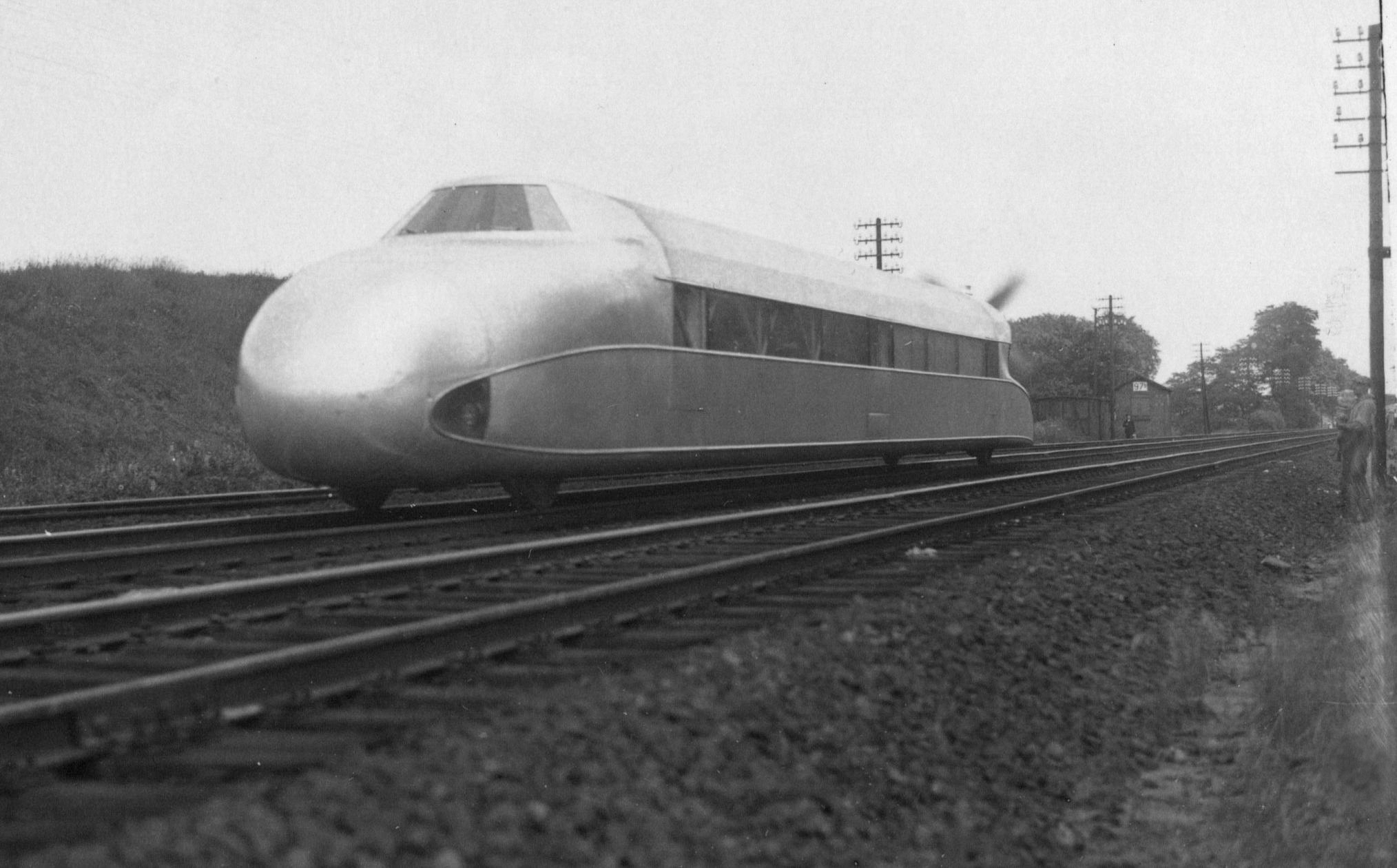
1931: Schienenzeppelin

- 1931: Weltrekordfahrt des Schienenzeppelins von Franz Kruckenberg mit einer Geschwindigkeit von 230,2 km/h.
- 2004: Mit SpaceShipOne wird erstmals ein privater Weltraumflug durchgeführt. Der erste private Astronaut ist Michael Melvill.

### Kultur

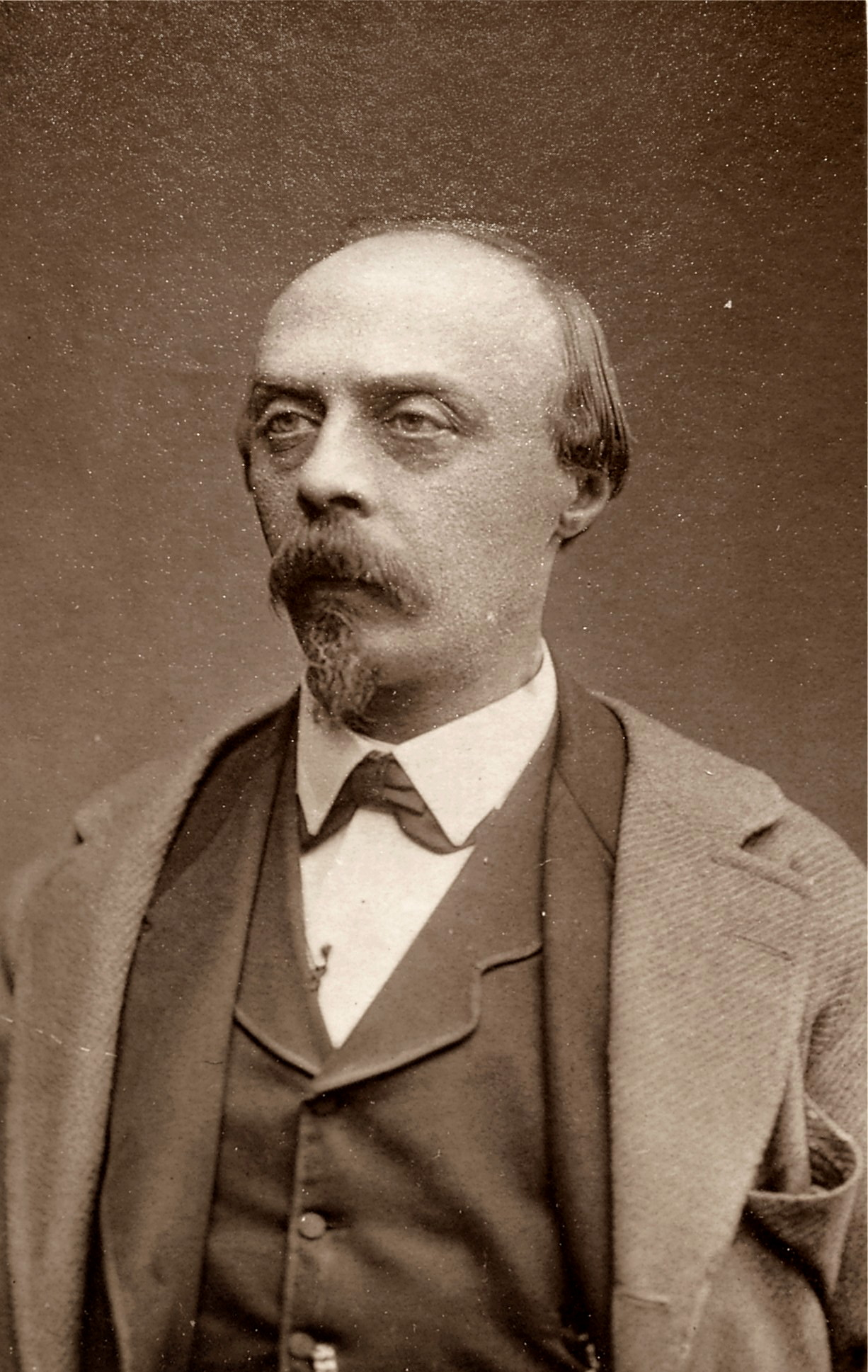
1868: Hans von Bülow

- 1868: Richard Wagners Oper Die Meistersinger von Nürnberg wird unter Hans von Bülow uraufgeführt.
- 2003: Der fünfte Harry-Potter-Roman erscheint auf Englisch. Die deutsche Übersetzung Harry Potter und der Orden des Phönix wird am 8. November 2003 ausgeliefert.
- 2006: Die Single Suzumiya Haruhi no Tsumeawase wird in Japan veröffentlicht und verweilte 133 Wochen in den Single-Charts. Sie ist damit die bisher erfolgreichste Seiyū-Single.

### Religion
- 1963: Kardinal Giovanni Battista Montini wird als Papst Paul VI. zum Nachfolger von Johannes XXIII. gewählt.

### Katastrophen
- 1990: Das Manjil-Rudbar-Beben im Iran erreicht die Stärke 7,7 und fordert 40.000 bis 50.000 Tote. Drei Städte und über 700 Dörfer werden zerstört.

Kleinere Unglücksfälle sind in den Unterartikeln von Katastrophe und in der Liste von Katastrophen aufgeführt.

### Sport

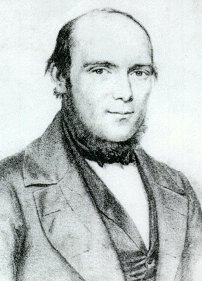
1851: Adolf Anderssen

- 1851: Am Rande des ersten internationalen Schachturniers in London tragen der Preuße Adolf Anderssen (Weiß) und der Livländer Lionel Kieseritzky die Unsterbliche Partie aus, in der Weiß einen Läufer, beide Türme und die Dame opfert und Schwarz schließlich mit seinen verbliebenen Leichtfiguren mattsetzt.
- 1917: Der Fußballklub Vereinigte FC Winterthur-Veltheim wird Schweizer Meister.
- 1960: Armin Hary erreicht als erster Sprinter im 100-Meter-Lauf in Zürich das Ziel in einer offiziell anerkannten Zeit von 10,0 Sekunden. Er sollte damit der letzte Europäer werden, der den 100-Meter-Weltrekord innehat.
- 1964: Die Spanische Fußballnationalmannschaft gewinnt die Fußball-Europameisterschaft, indem sie im Finale den Titelverteidiger Sowjetunion mit 2:1 besiegt.
- 1970: Die Brasilianische Fußballnationalmannschaft gewinnt die Fußball-Weltmeisterschaft, indem sie im Finale Italien mit 4:1 besiegt.
- 1975: Die West Indies gewinnen den ersten Cricket World Cup in England, indem sie im Finale Australien mit 17 Runs besiegen.
- 1978: Córdoba: Bei der Fußball-Weltmeisterschaft in Argentinien schlägt das österreichische Nationalteam die Mannschaft der Bundesrepublik Deutschland mit 3:2.
- 1982: Beim Fußball-WM-Gruppenspiel zwischen Frankreich und Kuwait stürmte der kuwaitische Scheich Fahd Al-Ahmad Al-Sabah beim 4:1 der Franzosen aus Protest das Spielfeld – weil ein Zuschauer pfiff und die kuwaitischen Spieler daraufhin das Spiel einstellten – und drohte mit Spielabbruch, wenn das vierte Tor der Franzosen nicht annulliert würde. Nach langer Diskussion gab Schiedsrichter Miroslav Stupar nach. Kurz darauf schoss Frankreich das vierte Tor erneut und gewann schließlich doch noch 4:1. Stupar wurde am nächsten Tag von der FIFA suspendiert und der kuwaitische Verband mit einer Strafe von 11.000 US-Dollar belegt.

1997: Erste Saison der WNBA

- 1997: Die erste Saison der Women’s National Basketball Association (WNBA) – Basketball-Profiliga für Damen in Nordamerika – beginnt.
- 1998: Der französische Polizist Daniel Nivel wird im Vorfeld des Fußball-WM-Spiels Deutschland gegen Jugoslawien von deutschen Hooligans angegriffen und dabei so schwer verletzt, dass er seitdem u. a. halbseitig gelähmt ist. Sechs Angreifer werden später zu mehrjährigen Haftstrafen verurteilt.
- 2009: Pakistan gewinnt die zweite World Twenty20 in England, indem es im Finale Sri Lanka mit 8 Wickets besiegt.

Einträge von Leichtathletik-Weltrekorden befinden sich unter der jeweiligen Disziplin unter Leichtathletik.
Einträge zu Fußballweltmeisterschaftsspielen finden sich in den Unterseiten von Fußball-Weltmeisterschaft. Das Gleiche gilt für Fußball-Europameisterschaften.

## Geboren

### Vor dem 18. Jahrhundert
- 1002: Leo IX., Papst deutscher Abstammung
- 1181: Huijong, 21. König des koreanischen Goryeo-Reiches

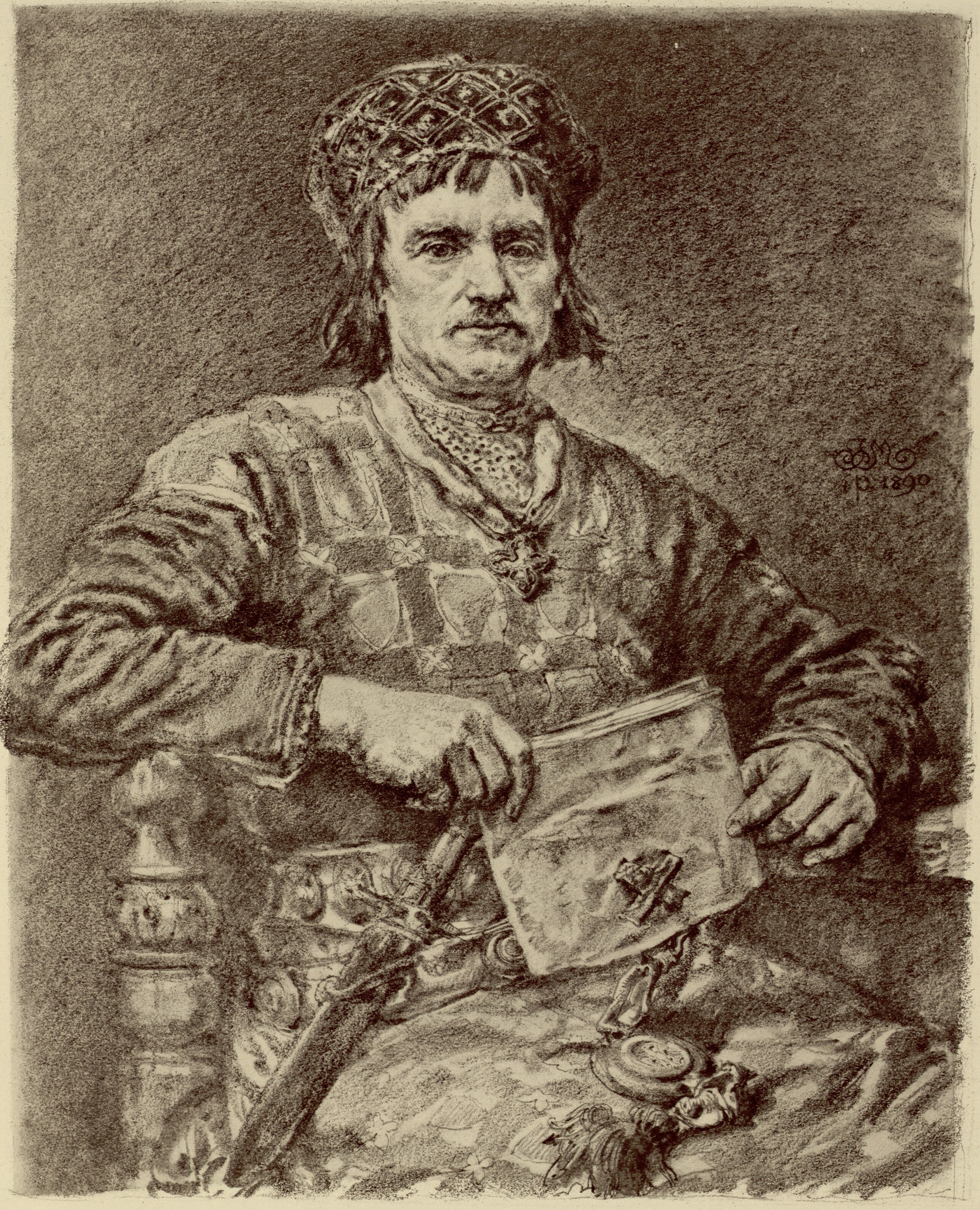
Bolesław V. (* 1226)

- 1226: Bolesław V., König von Polen
- 1504: Lienhard Hirschvogel, deutscher Kaufmann und Fernhändler
- 1528: Maria von Spanien, Kaiserin des Heiligen Römischen Reiches
- 1535: Leonhard Rauwolf, deutscher Naturforscher
- 1581: Sebastian Abesser, deutscher Theologe
- 1587: Caspar von Barth, deutscher Philologe und Privatgelehrter
- 1588: Johann Leuber, kursächsischer Gesandter bei den Westfälischen Friedensverhandlungen
- 1618: Johann Bellin, deutscher Sprachwissenschaftler
- 1628: Johann Michael Strauß, deutscher lutherischer Theologe
- 1630: Samuel Oppenheimer, Wiener Hoffaktor und Diplomat
- 1636: Godefroy Maurice de La Tour d’Auvergne, Herzog von Bouillon, Pair und Großkammerherr von Frankreich
- 1639: Increase Mather, puritanischer Pfarrer, Präsident der Harvard-Universität
- 1640: Abraham Mignon, niederländischer Maler
- 1646: Maria Francisca Elisabeth von Savoyen, Königin von Portugal
- 1651: Wilhelm VII., Landgraf von Hessen-Kassel
- 1676: Józef Fontana, polnischer Architekt
- 1696: Johann Friedrich Ermel, sächsischer Hofarzt

### 18. Jahrhundert

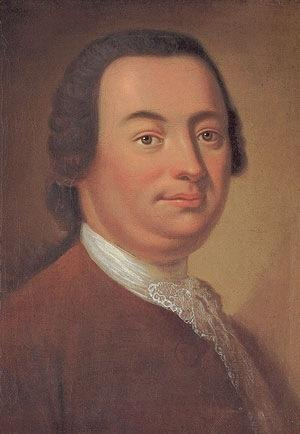
Johann Christoph Friedrich Bach (* 1732)
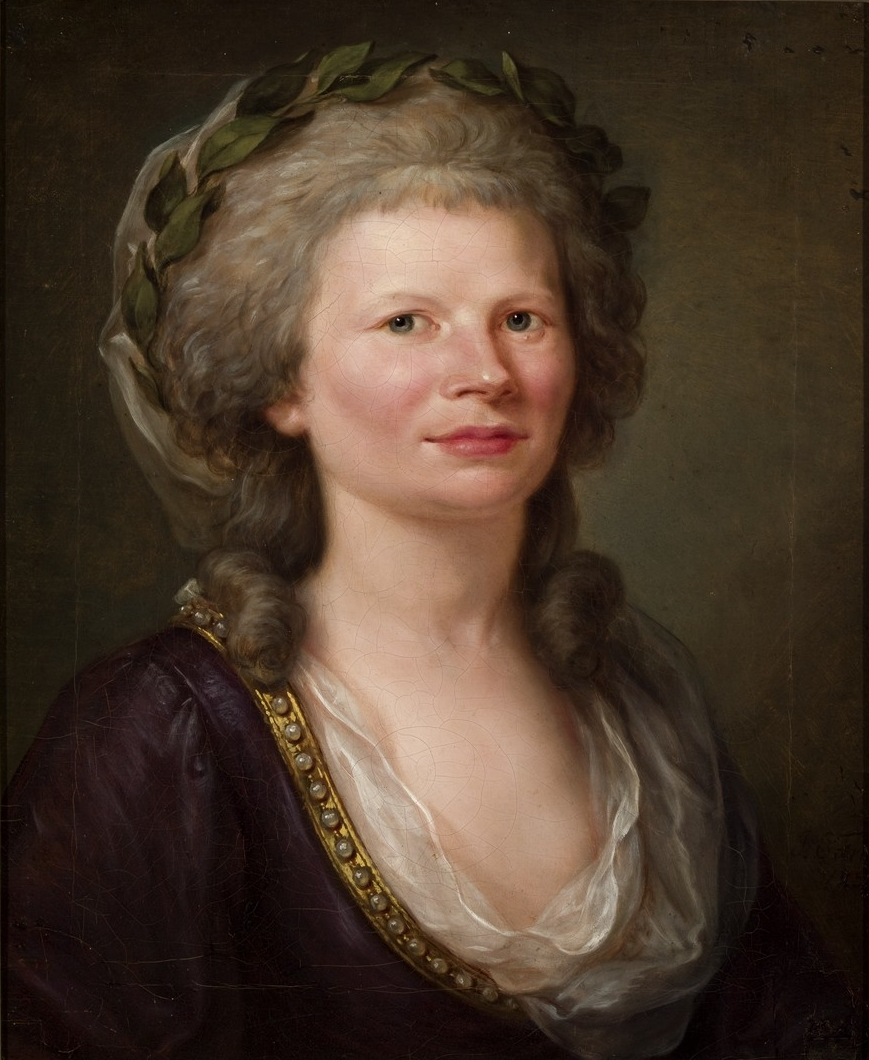
Caroline Louise von Klencke (* 1754)
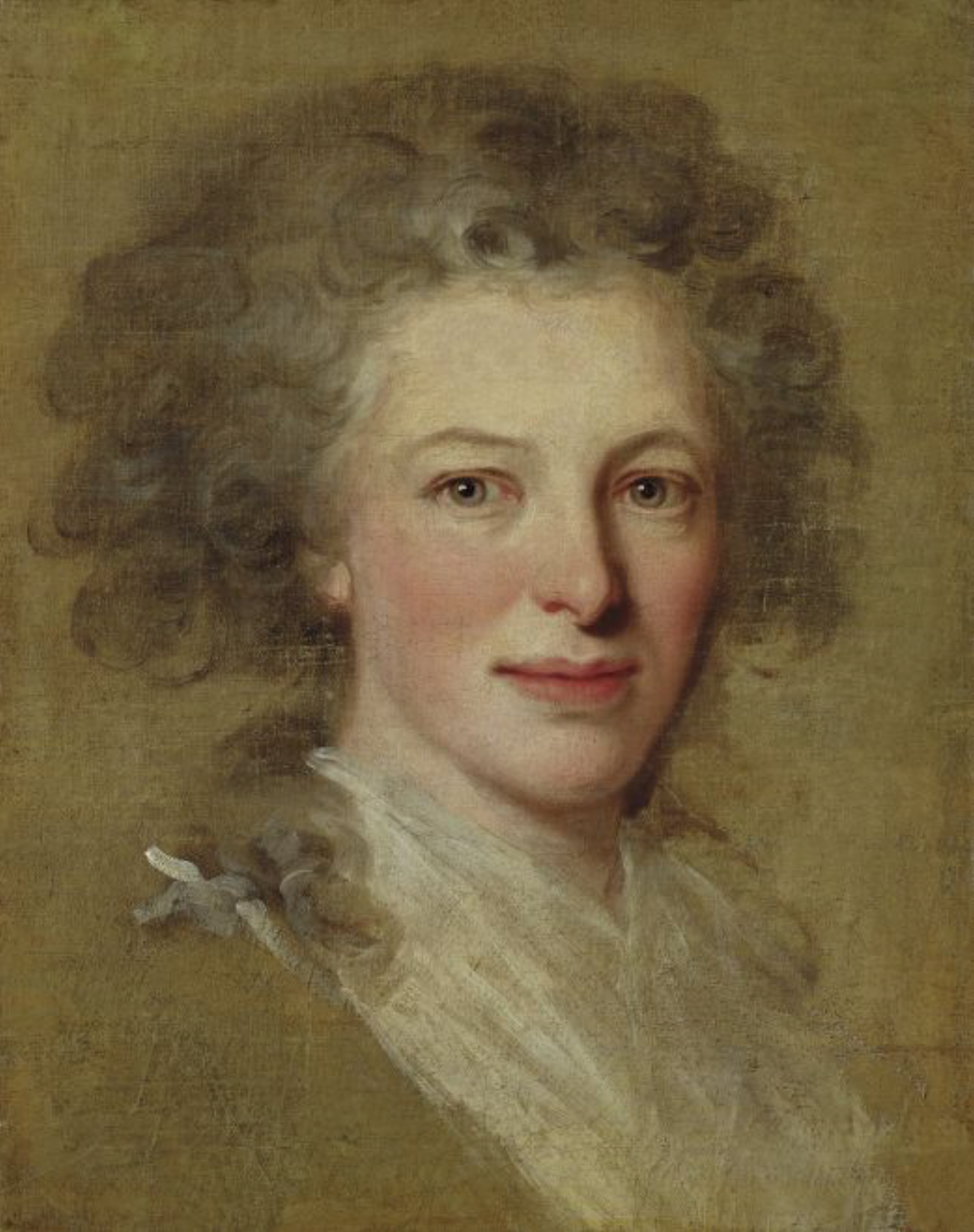
Josefa zu Fürstenberg-Weitra (* 1776)
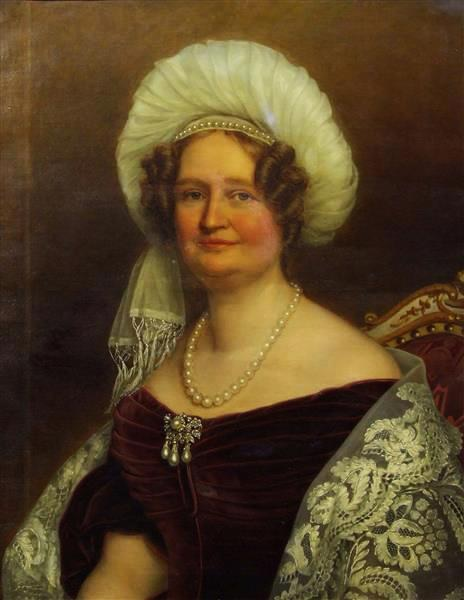
Maria Augusta von Sachsen (* 1782)

- 1701: Otto Magnus von Schwerin, preußischer General
- 1710: Johann Wolfgang van der Auwera, deutscher Bildhauer
- 1712: Luc Urbain du Bouëxic de Guichen, französischer Admiral
- 1721: Benjamin Wilson, englischer Maler und Wissenschaftler
- 1730: Motoori Norinaga, japanischer Gelehrter
- 1732: Johann Christoph Friedrich Bach, deutscher Musiker und Komponist
- 1735: Johann Justus von Avemann, preußischer Jurist
- 1736: Enoch Poor, US-amerikanischer General
- 1738: Gottlieb Christoph Harleß, deutscher Klassischer Philologe, Philosoph und Literaturhistoriker
- 1744: Karl von Zyllnhardt, Grundherr in Mauer und Leiter der Bayerischen General-Forst-Administration
- 1746: Egbert Benson, US-amerikanischer Jurist und Politiker, Mitglied des Repräsentantenhauses
- 1751ː Julie von Bechtolsheim, deutsche Dichterin und Salonnière
- 1754: Caroline Louise von Klencke, preußische Dichterin
- 1755: Johann George Gast, deutscher Orgelbauer
- 1759: Alexander J. Dallas, US-amerikanischer Jurist und Politiker, Minister
- 1764: Sidney Smith, britischer Admiral
- 1772: Karl Friedrich Wilhelm Wasmuth von Wintzingerode, deutscher Forstbeamter
- 1774: Viktor Joseph Dewora, deutscher katholischer Geistlicher und Pädagoge
- 1774: Daniel D. Tompkins, US-amerikanischer Politiker, Gouverneur von New York, Vizepräsident
- 1775: Giovanni Battista Maggi, Schweizer Anwalt, Militär und Politiker, Tessiner Staatsrat und Landammann
- 1776ː Josefa zu Fürstenberg-Weitra, durch Heirat Fürstin von und zu Liechtenstein
- 1781: Siméon Denis Poisson, französischer Physiker und Mathematiker
- 1782: Maria Augusta von Sachsen, sächsische Prinzessin
- 1784: George Arthur, britischer Kolonialbeamter, Gouverneur von Bombay, Britisch-Honduras, Van-Diemens-Land und Oberkanada
- 1784: Gabriel Lory der Jüngere, Schweizer Landschaftsmaler, Radierer und Aquarellist
- 1786: Alois Raphael Estreicher, österreichisch-polnischer Botaniker und Entomologe
- 1788: Auguste von Bayern, bayerische Prinzessin, Vizekönigin von Italien, Herzogin von Leuchtenberg und Fürstin zu Eichstätt
- 1792: Ferdinand Christian Baur, deutscher Theologe
- 1798: Wolfgang Menzel, deutscher Schriftsteller und Literaturkritiker

### 19. Jahrhundert

#### 1801–1850
- 1805: Charles Thomas Jackson, US-amerikanischer Mediziner, Chemiker, Geologe und Mineraloge
- 1808: John W. Dana, US-amerikanischer Politiker, Gouverneur von Maine
- 1811: Carlo Matteucci, italienischer Physiker, Neurophysiologe und Politiker, Senator und Bildungsminister
- 1812: Félix Danjou, französischer Organist, Komponist und Musikwissenschaftler
- 1816: Moriz Heider, österreichischer Zahnarzt
- 1823: Jean Chacornac, französischer Astronom
- 1823: Alexandre Peyron, französischer Admiral und Politiker

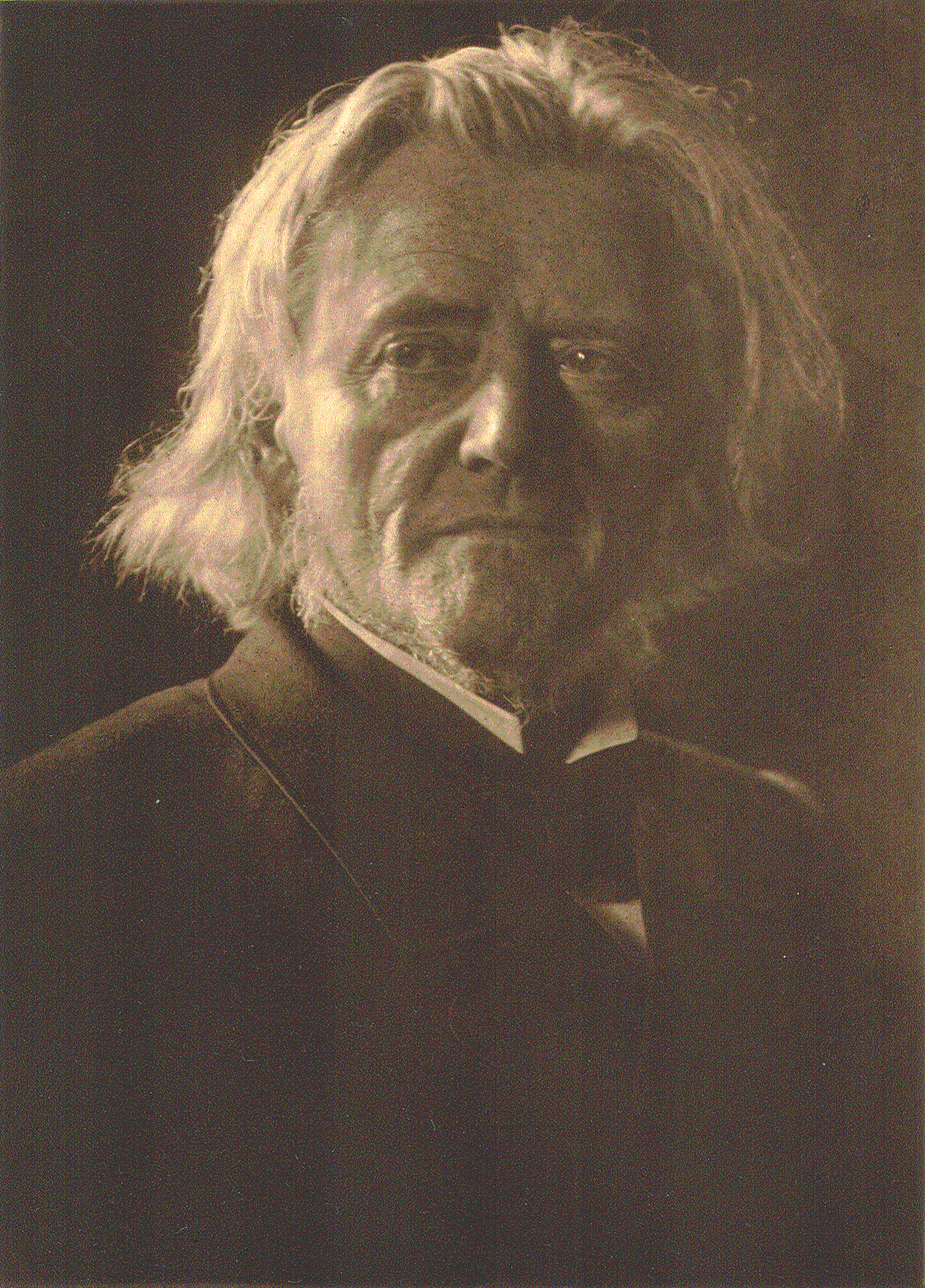
Georg von Neumayer (* 1826)

- 1826: Georg von Neumayer, deutscher Geophysiker und Polarforscher
- 1828: Ferdinand André Fouqué, französischer Geologe
- 1831: Lucien Lester Ainsworth, US-amerikanischer Rechtsanwalt und Politiker, Mitglied des Repräsentantenhauses
- 1834: Heinrich Weber, deutscher Priester und Historiker
- 1837: Wilhelm von Bezold, deutscher Physiker und Meteorologe
- 1839: Joaquim Maria Machado de Assis, brasilianischer Autor von Romanen, Kurzgeschichten und Gedichten
- 1839: John Decatur Barry, Brigadegeneral der Konföderierten im Sezessionskrieg
- 1840: Emanuel Züngel, tschechischer Lyriker, Dramatiker, Librettist und Übersetzer
- 1841: Hermann von Arnswaldt, deutscher Offizier, Landwirt und Politiker, MdR

#### 1851–1900
- 1853: Therese Malten, deutsche Sängerin (Sopran)
- 1854: Andrew Jackson Houston, US-amerikanischer Rechtsanwalt und Politiker, Senator
- 1856: Asai Chū, japanischer Maler
- 1856: Franz Ewald Bachmann, deutscher Mediziner und Naturforscher
- 1856: Friedrich Kluge, deutscher Sprachwissenschaftler

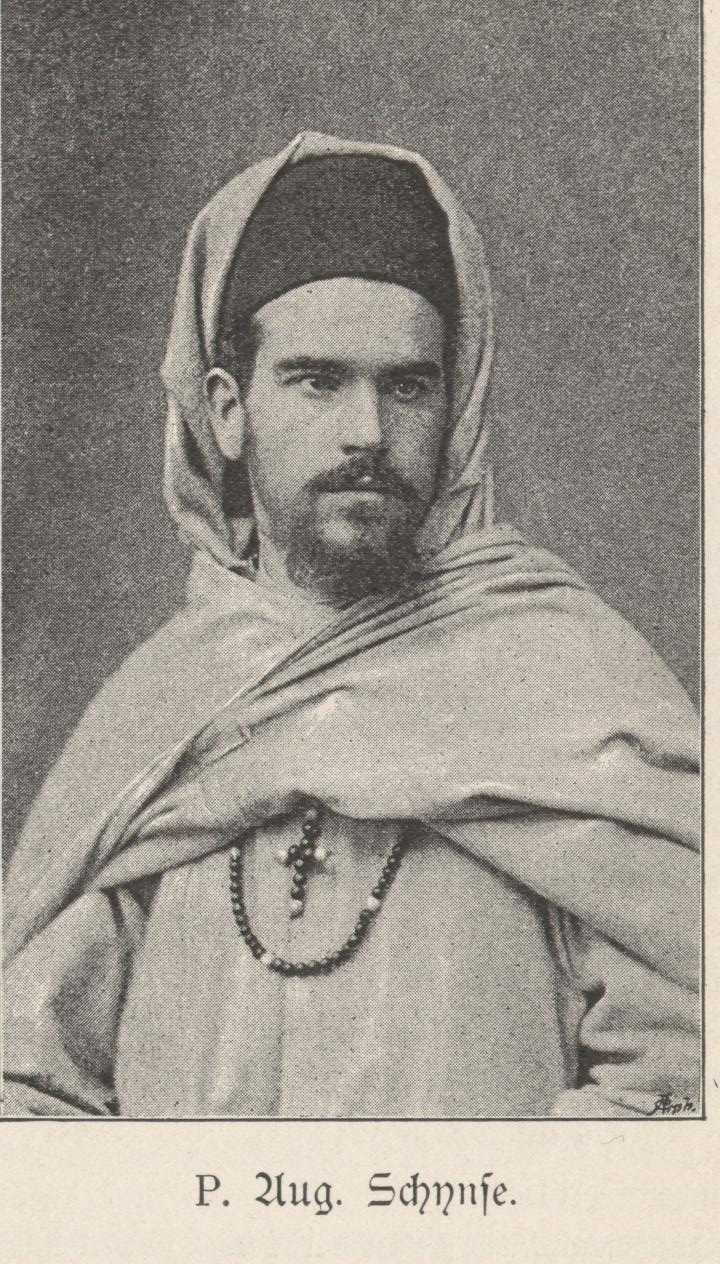
August Wilhelm Schynse (* 1857)

- 1857: August Wilhelm Schynse, deutscher Missionar, Afrikaforscher und Kartograf
- 1858: Medardo Rosso, italienisch-französischer Bildhauer
- 1862: Damrong Rajanubhab, thailändischer Politiker
- 1862: Johannes Schlaf, deutscher Dramatiker, Erzähler und Übersetzer

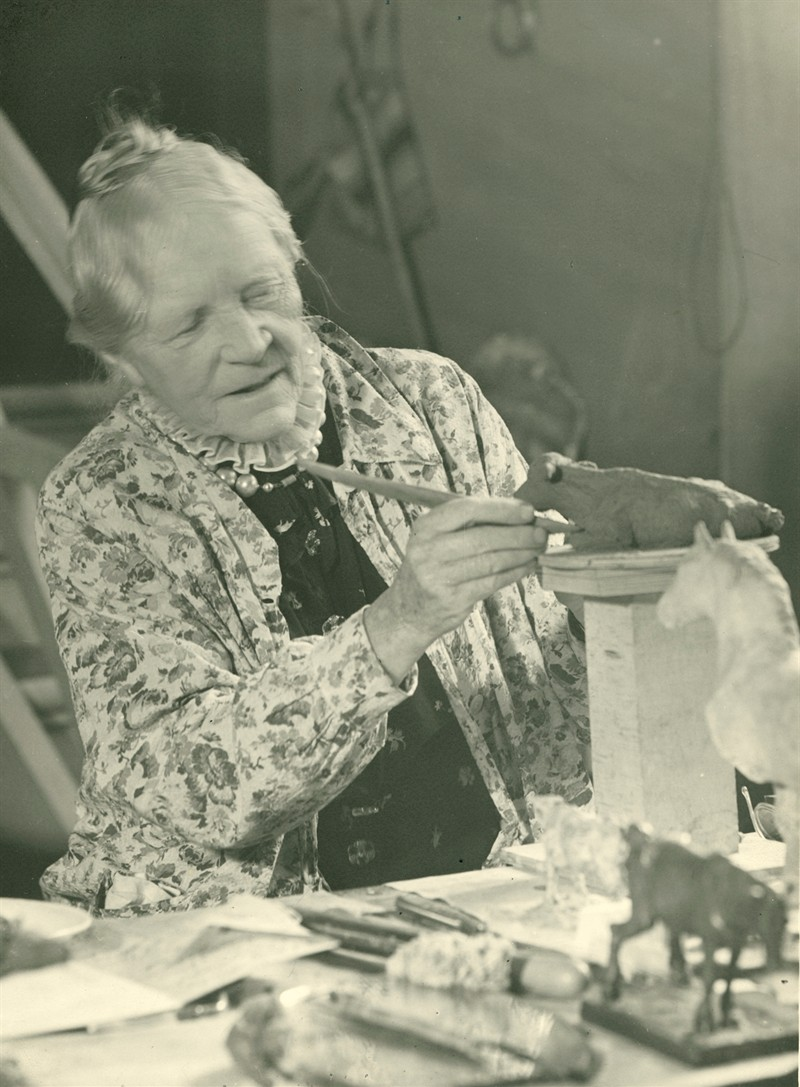
Anne Marie Carl-Nielsen (* 1863)

- 1863: Anne Marie Carl-Nielsen, dänische Bildhauerin
- 1863: Georges Docquois, französischer Schriftsteller
- 1863: Ludwig Lange, deutscher Physiker und Psychologe
- 1863: Max Wolf, deutscher Astronom, Entdecker vieler Asteroiden, Pionier der galaktischen Astrofotografie
- 1864: Heinrich Wölfflin, Schweizer Kunsthistoriker
- 1867: William Brede Kristensen, norwegischer Kirchenhistoriker
- 1868: August Otto Krug, deutscher Jurist, Hochschullehrer und Verwaltungsbeamter
- 1870: Clara Immerwahr, deutsche Chemikerin, Frauenrechtlerin und Pazifistin, eine der ersten Frauen in Deutschland mit Doktortitel
- 1870: Anthony George Maldon Michell, australischer Maschinenbau- und Hydraulik-Ingenieur
- 1871: Wilhelm von Drigalski, deutscher Bakteriologe
- 1871: Amalie Pölzer, österreichische Politikerin
- 1872: Mohammed Ali Schah, Schah von Persien
- 1876: Hélène Fleury-Roy, französische Komponistin
- 1876ː Olga Therese Kalkschmidt, deutsche Malerin, Gründungsmitglied der Gruppe Dresdner Künstlerinnen
- 1876: Willem Hendrik Keesom, niederländischer Physiker
- 1877: Anton Horner, österreichischer Hornist
- 1878: Robert Jackson Emerson, britischer Bildhauer, Maler und Medailleur

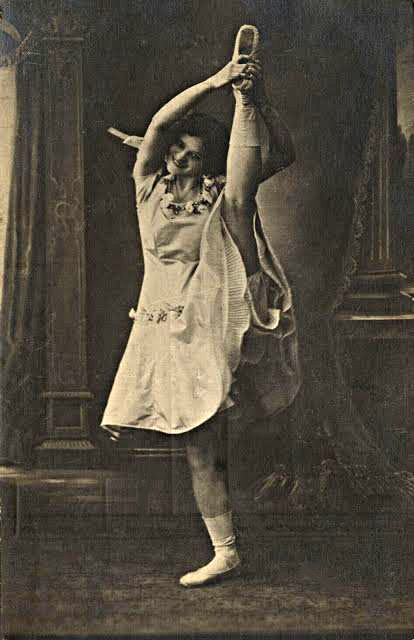
Ellen Price (* 1878)

- 1878: Ellen Price, dänische Primaballerina und Schauspielerin
- 1878ː Maria Schott, deutsche Politikerin (DNVP), MdR

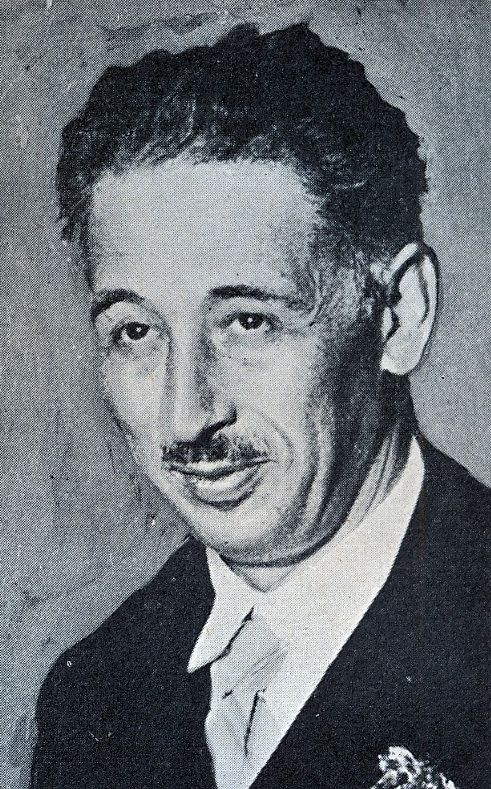
Lluís Companys (* 1882)

- 1882: Lluís Companys, katalanischer Politiker
- 1882: Hermann Etzel, deutscher Politiker, MdB, MdL
- 1883: Fjodor Wassiljewitsch Gladkow, russischer Schriftsteller
- 1883: Emil Preetorius, deutscher Illustrator, Graphiker und Bühnenbildner
- 1884: Claude Auchinleck, britischer Feldmarschall
- 1885: Heino Kaski, finnischer Komponist
- 1886: Paul Petschek, böhmischer bzw. tschechoslowakischer Unternehmer
- 1887: Norman L. Bowen, kanadischer Geologe
- 1887: Josef Jonsson, schwedischer Komponist
- 1889: Ralph Craig, US-amerikanischer Leichtathlet, Olympiasieger
- 1890: Frieda Riess, deutsch-jüdische Gesellschaftsfotografin
- 1891: Käthe Jatho-Zimmermann, deutsche Schriftstellerin
- 1891: Pier Luigi Nervi, italienischer Architekt und Bauingenieur
- 1891: Hermann Scherchen, deutscher Dirigent und Komponist
- 1892: Walter Krämer, deutscher Politiker, KZ-Häftling, Widerstandskämpfer, Gerechter unter den Völkern
- 1892: Reinhold Niebuhr, US-amerikanischer Theologe, Philosoph und Politikwissenschaftler
- 1892: Hilding Rosenberg, schwedischer Komponist und Dirigent
- 1893: Alois Hába, tschechischer Komponist
- 1894: Rahel Liebeschütz-Plaut, deutsche Physiologin und Ärztin
- 1894: Harry Schmidt, deutscher Mathematiker
- 1895: Lili Schultz, deutsche bildende Künstlerin
- 1896: Felix Hupka, österreichisch-niederländischer Pianist, Dirigent, Komponist und Musikpädagoge
- 1899: Pavel Haas, tschechischer Komponist
- 1899: Herbert Kensington-Moir, britischer Automobilrennfahrer

### 20. Jahrhundert

#### 1901–1925
- 1901: Red Dunn, US-amerikanischer American-Football-Spieler
- 1902: Wilhelm Maler, deutscher Komponist
- 1902: Howie Morenz, kanadischer Eishockeyspieler
- 1903: Hans Epskamp, deutscher Schauspieler
- 1903: Hermann Engelhard, deutscher Leichtathlet, Olympiamedaillengewinner
- 1903: Wolfgang Langkau, deutscher Generalmajor der Reserve und Angehöriger des Bundesnachrichtendienstes

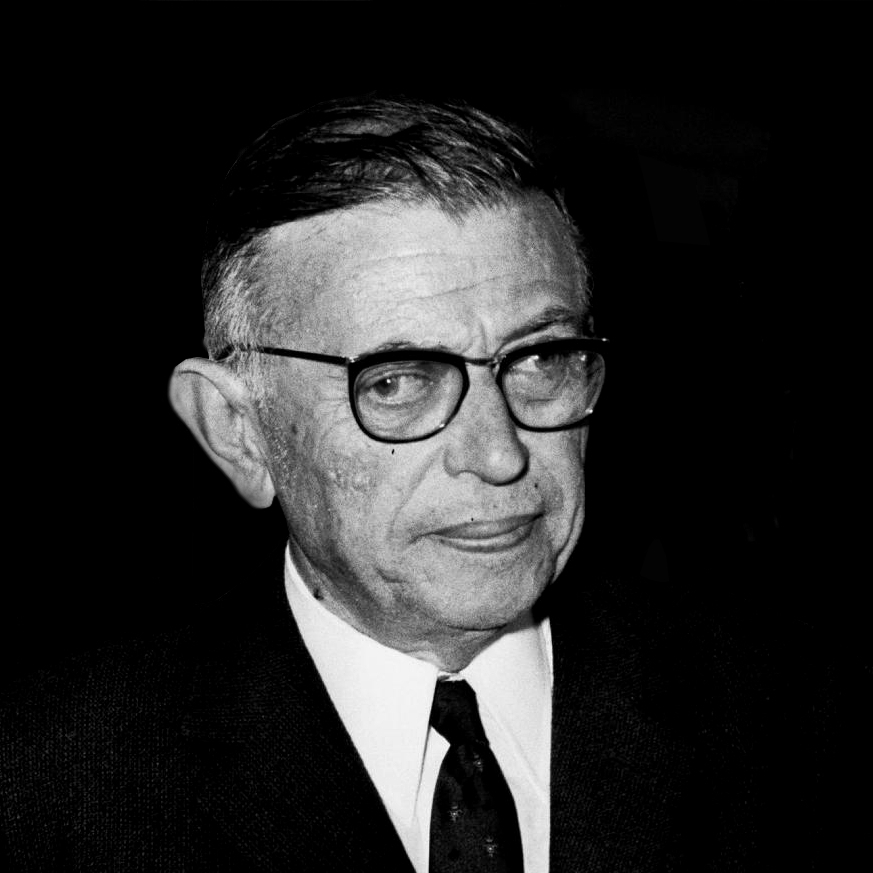
Jean-Paul Sartre (* 1905)

- 1905: Jean-Paul Sartre, französischer Schriftsteller und Philosoph, Hauptvertreter des Existentialismus, Nobelpreisträger
- 1906: Nusch Éluard, deutsch-französische Schauspielerin, Modell und Muse
- 1906: Grete Sultan, deutschamerikanische Pianistin und Klavierpädagogin
- 1907: William Shea, US-amerikanischer Anwalt
- 1908: René Bianco, französischer Opernsänger (Bariton)
- 1908: William K. Frankena, US-amerikanischer analytischer Philosoph
- 1909: Kurt Schwaen, deutscher Komponist
- 1910: Béla Tardos, ungarischer Komponist
- 1910: Alexander Twardoski, russischer Dichter
- 1911: Fritz Getlinger, deutscher Fotograf
- 1911: Aleksander Marczewski, polnischer Komponist, Dirigent und Organist

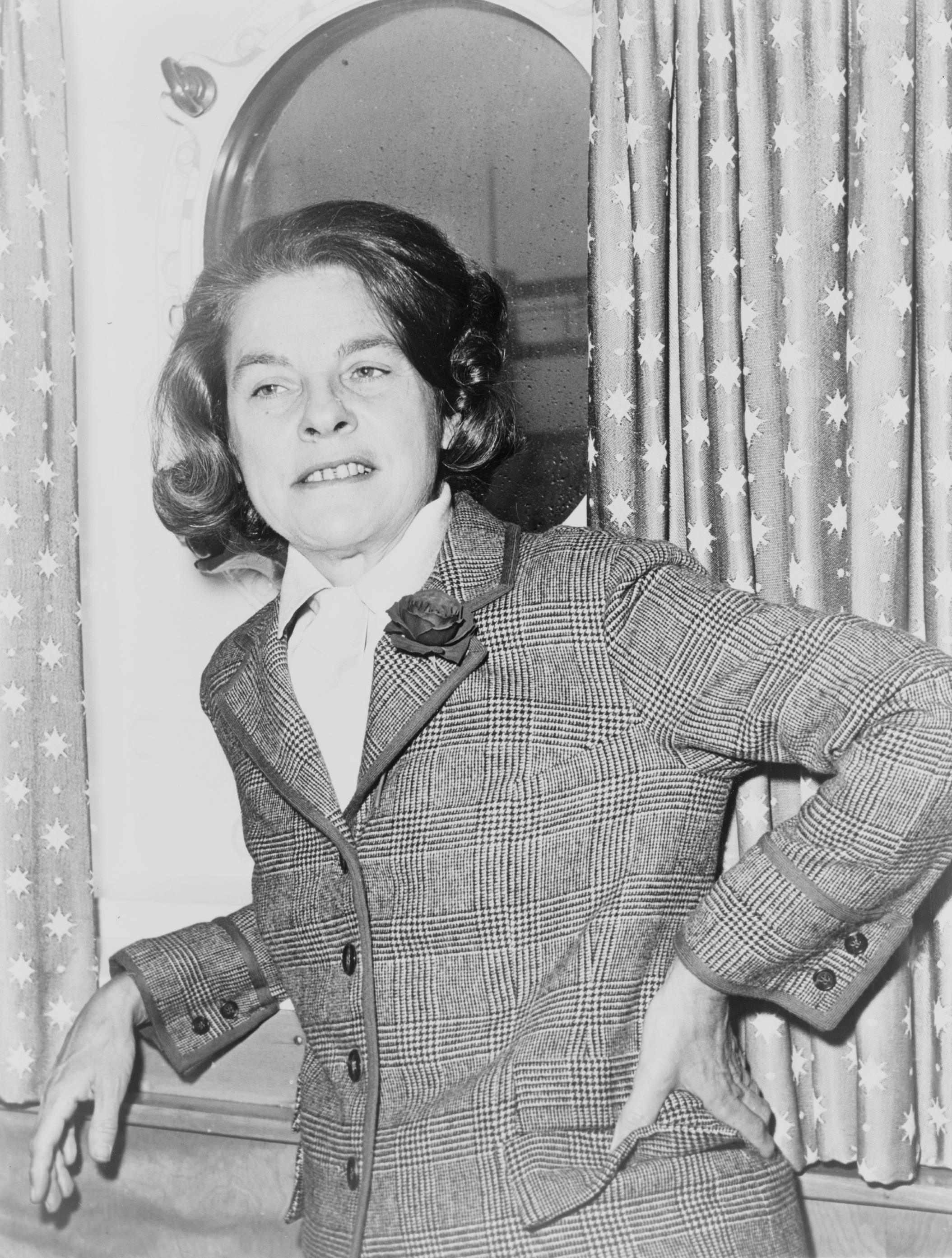
Mary McCarthy (* 1912)

- 1912: Mary McCarthy, US-amerikanische Autorin
- 1913: Josef Brinkhues, deutscher Bischof
- 1914: William Vickrey, US-amerikanischer Ökonom, Nobelpreisträger
- 1915: Mathieu Hezemans, niederländischer Automobilrennfahrer und Unternehmer
- 1916: Anthony J. Armentano, US-amerikanischer Jurist und Politiker
- 1918: J. Clyde Mitchell, britischer Ethnologe
- 1918: Tibor Szele, ungarischer Mathematiker und Hochschullehrer
- 1919: Anna Arena, italienische Schauspielerin
- 1919: Paolo Soleri, italienischer Architekt
- 1921: Helmut Heißenbüttel, deutscher Schriftsteller
- 1921: Judy Holliday, US-amerikanische Schauspielerin

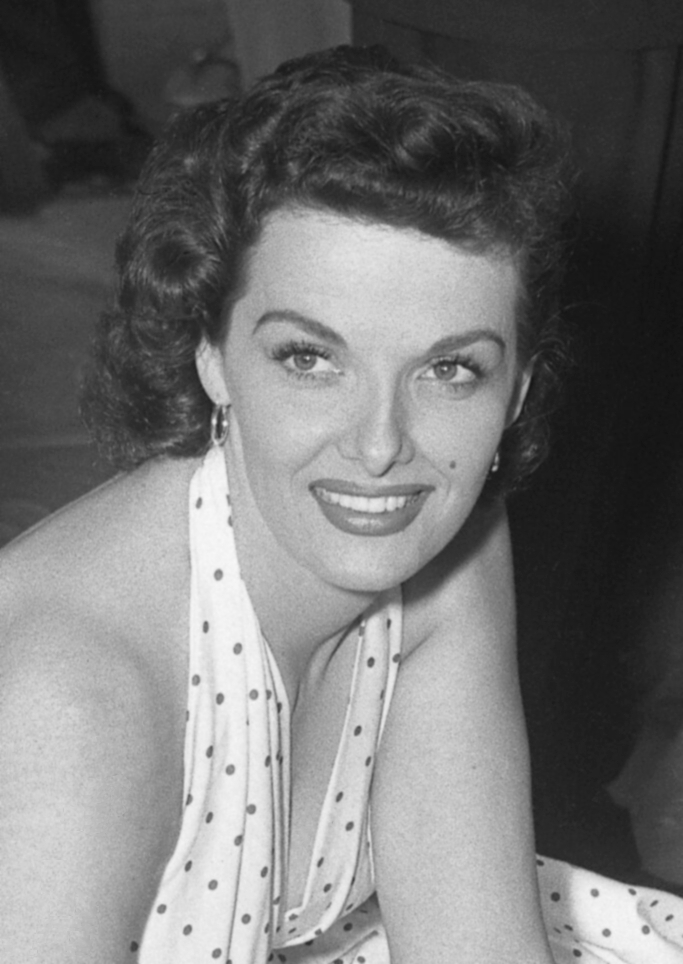
Jane Russell (* 1921)

- 1921: Jane Russell, US-amerikanische Schauspielerin
- 1921: István Zsolt, ungarischer Fußballschiedsrichter
- 1922: Léon Ashkénasi, französischer Rabbiner
- 1922: Leo Kufelnizky, deutscher Palästinapionier
- 1923: Werner Stiehler, deutscher Journalist
- 1924: Pontus Hultén, schwedischer Kunsthistoriker, Kunstsammler und Museumsgründer
- 1924: Jean Laplanche, französischer Autor
- 1924: André Migdal, französischer Widerstandskämpfer, Autor und Dichter
- 1925: Giovanni Spadolini, italienischer Journalist, Historiker und Politiker, Senator, mehrfacher Minister, Ministerpräsident
- 1925: Maureen Stapleton, US-amerikanische Schauspielerin

#### 1926–1950
- 1926: Robert Ballaman, Schweizer Fußballspieler
- 1926: Conrad L. Hall, US-amerikanischer Kameramann
- 1926: Johanna Quandt, deutsche Unternehmerin und Anteilseignerin an BMW
- 1927: José Antonio Méndez, kubanischer Sänger, Gitarrist und Komponist
- 1928: Mona Baptiste, Blues- und Popsängerin aus Trinidad und Tobago
- 1929: Traugott Buhre, deutscher Schauspieler
- 1929: Abdel Halim Hafez, ägyptischer Sänger und Schauspieler
- 1929: Helmut Seidel, deutscher Philosoph

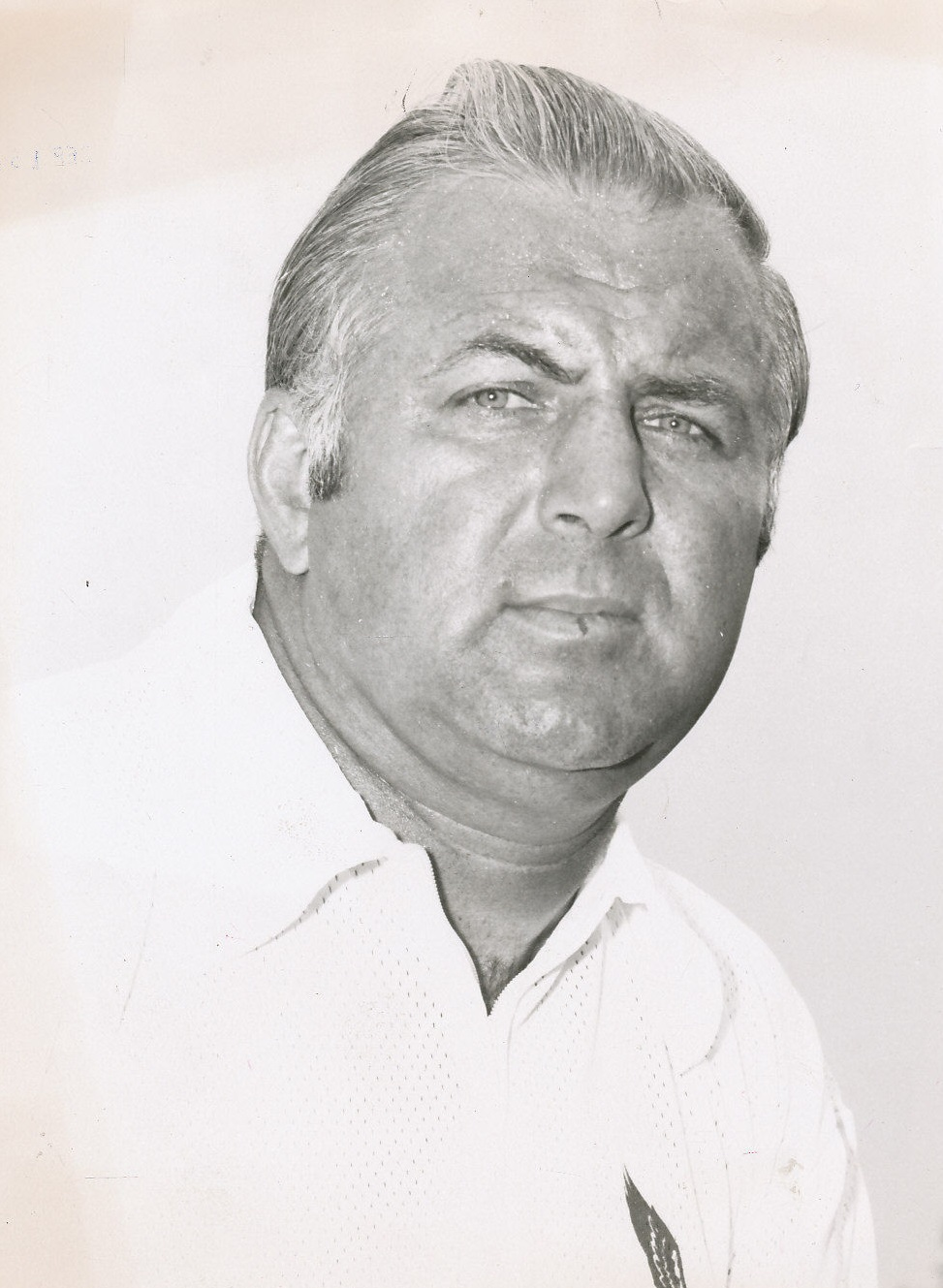
Mike McCormack (* 1930)

- 1930: Mike McCormack, US-amerikanischer American-Football-Spieler und -Trainer
- 1931: Leopold Gressenbauer, österreichischer Politiker, LAbg.
- 1931: David Kushnir, israelischer Leichtathlet und Fußballspieler
- 1931: Onesimos Nesib, äthiopischer Bibelübersetzer
- 1931: Erik Neutsch, deutscher Schriftsteller
- 1931: Guntram Palm, deutscher Jurist und Politiker, MdL, Landesminister, Landeszentralbankpräsident
- 1932: Lalo Schifrin, argentinischer Komponist, Dirigent und Jazzpianist
- 1933: John Cannon, kanadischer Automobilrennfahrer
- 1933: Ron Grable, US-amerikanischer Automobilrennfahrer
- 1933: Siegfried Lorenz, deutscher Hammerwerfer
- 1933: Manfred Naumann, deutscher Leichtathlet
- 1934: Wulf Kirsten, deutscher Lyriker und Erzähler
- 1934: Ken Matthews, britischer Leichtathlet, Olympiasieger

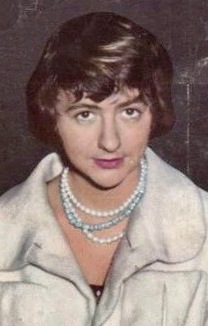
Françoise Sagan (* 1935)

- 1935: Françoise Sagan, französische Schriftstellerin
- 1936: Juri Dmitrijewitsch Burago, russischer Mathematiker
- 1936: Huschang Rastan, deutsch-iranischer Herzchirurg
- 1938: Ron Ely, US-amerikanischer Schauspieler
- 1940: Mariette Hartley, US-amerikanische Schauspielerin

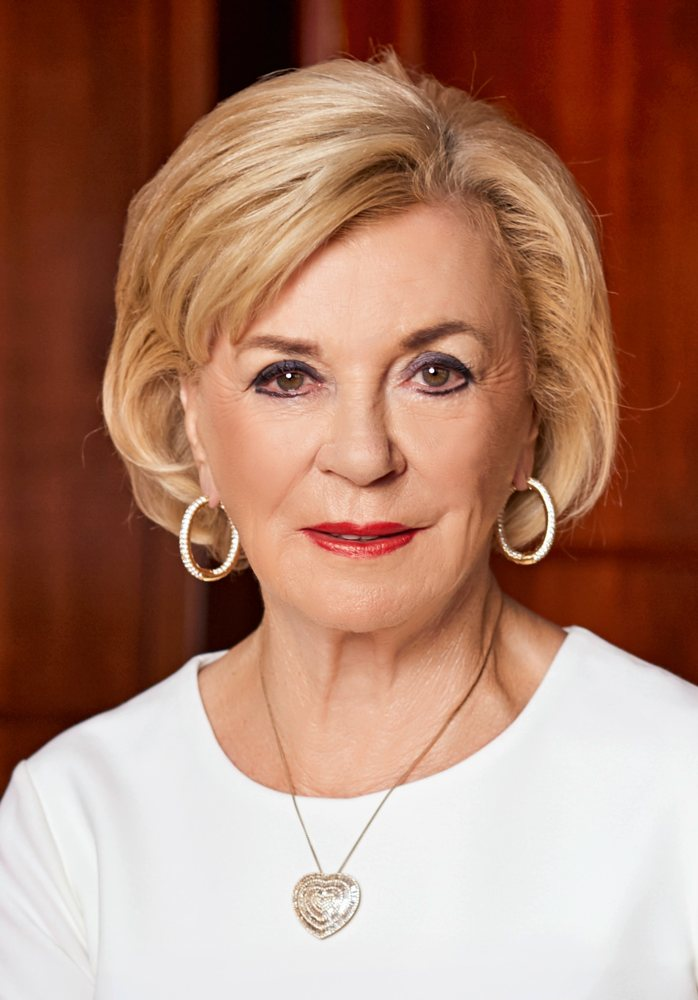
Liz Mohn (* 1941)

- 1941: Liz Mohn, deutsche Unternehmerin
- 1941: James Lloyd Patton, US-amerikanischer Evolutionsbiologe und Mammaloge
- 1941: Hein Verbruggen, niederländischer Sportfunktionär
- 1942: Seiji Aochi, japanischer Skispringer
- 1942: Norbert Brunner, Schweizer römisch-katholischer Bischof
- 1942: Barbara Dickmann, deutsche Journalistin
- 1942: Peter Schetty, Schweizer Automobilrennfahrer und Rennleiter der Scuderia Ferrari
- 1943: Leopold Prinz von Bayern, deutscher Automobilrennfahrer
- 1943: Beat Fehr, Schweizer Automobilrennfahrer
- 1943: Manfred Jürgen Matschke, deutscher Ökonom
- 1943: Volker Ullrich, deutscher Historiker, Publizist und Schriftsteller
- 1944: Jon Hiseman, britischer Jazz- und Rock-Schlagzeuger
- 1944: Tony Scott, britischer Filmregisseur und -produzent
- 1944: Ray Davies, britischer Musiker, Sänger und Songschreiber
- 1945: Philippe Sarde, französischer Komponist
- 1945: Adam Zagajewski, polnischer Autor

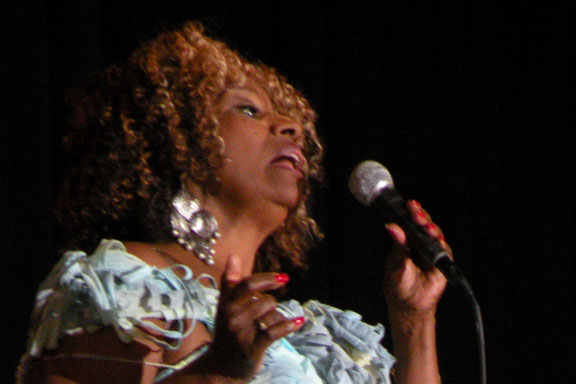
Brenda Holloway (* 1946)

- 1946: Brenda Holloway, US-amerikanische Sängerin
- 1946: David Weiss, Schweizer Künstler
- 1947: Meredith Baxter, US-amerikanische Schauspielerin

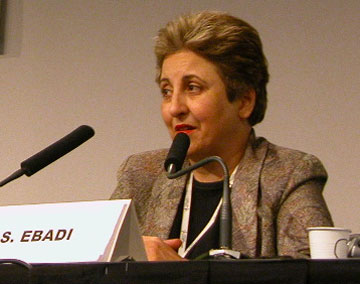
Shirin Ebadi (* 1947)

- 1947: Shirin Ebadi, iranische Juristin, Nobelpreisträgerin
- 1947: Michael Gross, US-amerikanischer Schauspieler
- 1947: Joey Molland, britischer Rockmusiker (Badfinger)
- 1947: Duane Thomas, US-amerikanischer American-Football-Spieler
- 1948: Don Airey, britischer Rockmusiker
- 1948: Ian McEwan, britischer Schriftsteller
- 1948: Wolfgang Seel, deutscher Fußballspieler
- 1948: Andrzej Sapkowski, polnischer Fantasy-Schriftsteller
- 1948: Chiqui Vicioso, dominikanische Schriftstellerin und Soziologin
- 1949: Thomas Schmidt-Kowalski, deutscher Komponist
- 1950: Rainer Arnold, deutscher Politiker, MdB
- 1950: Joey Kramer, US-amerikanischer Rockmusiker (Aerosmith)
- 1950: Beda M. Stadler, Schweizer Molekularbiologe
- 1950: John Paul Young, australischer Sänger

#### 1951–1975
- 1951: Nils Lofgren, US-amerikanischer Musiker
- 1951: Marcel Tarrès, französischer Automobilrennfahrer
- 1952: Marcella Detroit, US-amerikanische Musikerin
- 1952: Luis Días, dominikanischer Rock- und Jazzmusiker

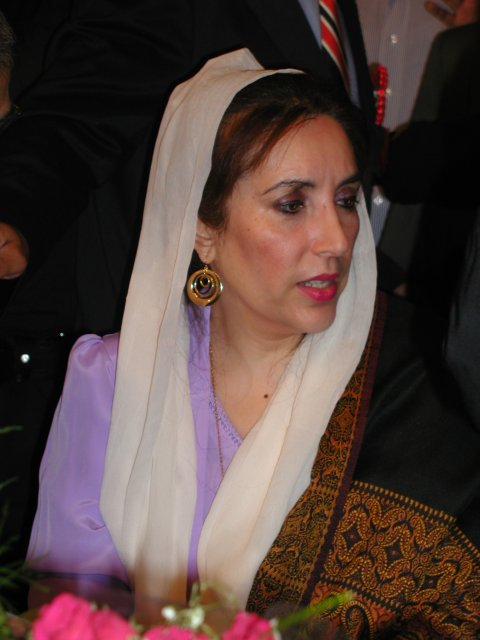
Benazir Bhutto (* 1953)

- 1953: Benazir Bhutto, pakistanische Politikerin, als Premierministerin erste muslimische Regierungschefin weltweit
- 1953: Örjan Fahlström, schwedischer Komponist, Arrangeur und Jazzmusiker
- 1954: Friedlinde Gurr-Hirsch, deutsche Politikerin, MdL
- 1954: Robert Menasse, österreichischer Schriftsteller und Essayist
- 1954: Volker Reinhardt, deutscher Historiker
- 1954: Helmut Scholz, deutscher Politiker, MdEP
- 1955: Martin Doerry, deutscher Journalist und Buchautor
- 1955: Michael Kühnen, Anführer der deutschen Neo-Nazi-Bewegung
- 1955: Michel Platini, französischer Fußballspieler, -trainer und funktionär
- 1956: Rob Bowman, US-amerikanischer Musikwissenschaftler und Musikautor
- 1957: Berkeley Breathed, US-amerikanischer Cartoonist
- 1957: Mark Brzezicki, britischer Rock-Schlagzeuger
- 1957: Gerhard Präsent, österreichischer Komponist und Dirigent
- 1958: Víctor Montoya, bolivianischer Schriftsteller
- 1958: Gennadi Iwanowitsch Padalka, russischer Kosmonaut
- 1959: Richard Baawobr, ghanaischer Kardinal
- 1959: Tom Chambers, US-amerikanischer Basketballspieler

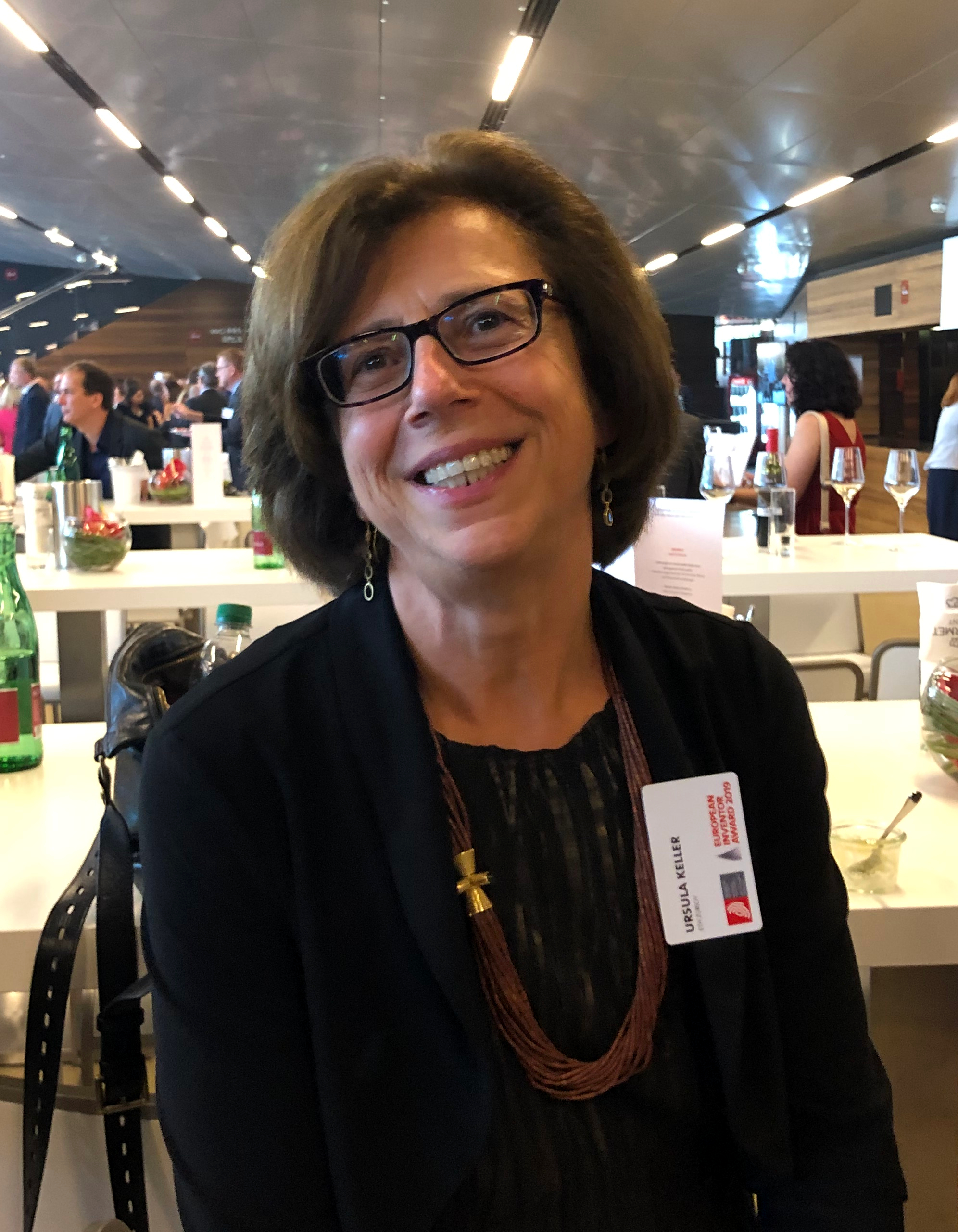
Ursula Keller (* 1959)

- 1959: Ursula Keller, Schweizer Physikerin
- 1959: Kathy Mattea, US-amerikanische Country-Musikerin
- 1959: Stefano Mingardo, italienischer American-Football-Spieler und Schauspieler
- 1959: Maurizio Pisati, italienischer Komponist und Gitarrist
- 1959: Thomas Überall, österreichischer Freestyle-Skier
- 1959: Hans-Joachim Watzke, deutscher Fußballfunktionär
- 1960: Andreas Knebel, deutscher Leichtathlet, Olympiamedaillengewinner
- 1961: Manu Chao, französischer Sänger
- 1961: Per Christiansson, schwedischer Radrennfahrer
- 1961: Felix Vörtler, deutscher Schauspieler

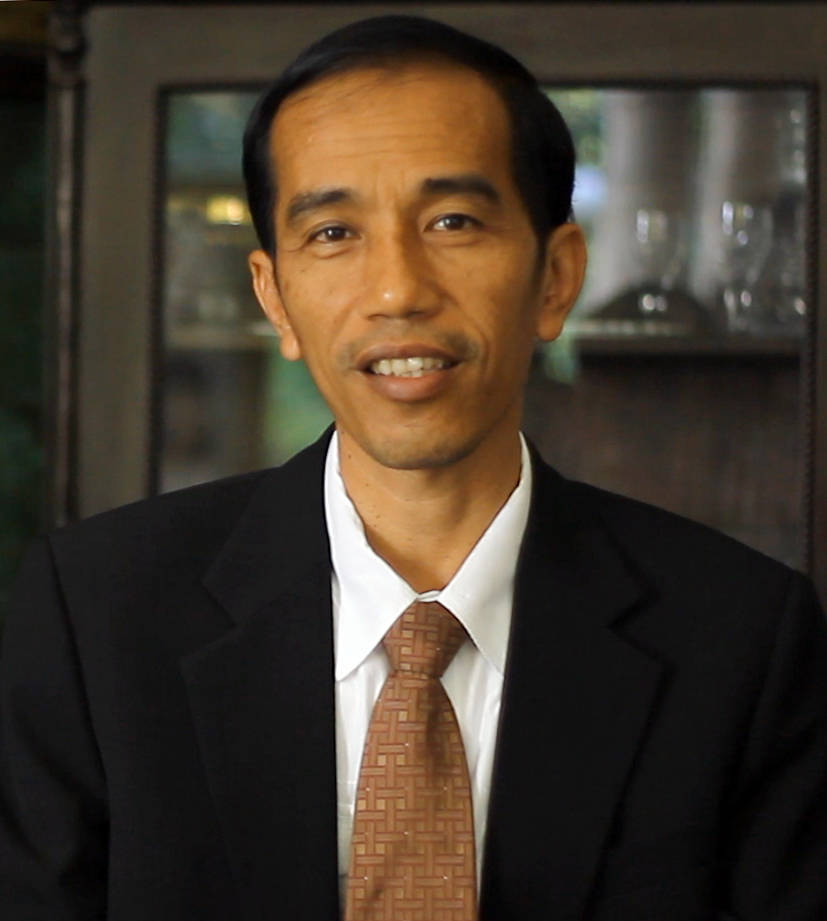
Joko Widodo (* 1961)

- 1961: Joko Widodo, indonesischer Unternehmer und Politiker, Staatspräsident
- 1962: Oliver Buslau, deutscher Musikjournalist, Kriminalschriftsteller und Redakteur
- 1962: Chris Palmer, britischer Motorradrennfahrer
- 1962: Pipilotti Rist, Schweizer Videokünstlerin
- 1962: Wiktor Robertowitsch Zoi, russischer Musiker
- 1963: Gosho Aoyama, japanischer Manga-Zeichner
- 1963: Hannelore Brenner, deutsche Dressurreiterin im Behindertenreitsport
- 1964: Philippe Aerts, belgischer Bassist
- 1964: Michael Allen, US-amerikanischer Journalist
- 1964: Patrice Bailly-Salins, französischer Biathlet
- 1964: Luigi Bielli, italienischer Radrennfahrer
- 1964: Sammi Davis, britische Schauspielerin und Fotografin
- 1964: Juan Gutiérrez Acosta, chilenischer Fußballspieler
- 1964: Adrian van Hooydonk, niederländischer Industrie- und Automobildesigner
- 1964: Christian Kettler, deutscher Szenenbildner
- 1964: Oleg Dmitrijewitsch Kononenko, russischer Kosmonaut
- 1964: David Morrissey, britischer Schauspieler und Filmregisseur
- 1964: Kiyoshi Ōkuma, japanischer Fußballspieler und -trainer
- 1964: Marcel Rohner, Schweizer Bobpilot
- 1964: Dean Saunders, walisischer Fußballspieler und -trainer
- 1964: Doug Savant, US-amerikanischer Schauspieler
- 1964: Jan Schäfer-Kunz, deutscher Ingenieur und Wirtschaftswissenschaftler
- 1964: Olivier Mahafaly Solonandrasana, madagassischer Politiker
- 1964: Stephan Turnovszky, österreichischer Geistlicher
- 1965: Ruperta Lichtenecker, österreichische Politikerin
- 1965: Yang Liwei, erster chinesischer Astronaut
- 1965: Sonique, britische Sängerin
- 1965: Lana Wachowski, US-amerikanische Filmregisseurin
- 1966: Beatrix Delgado, Schweizer Sängerin
- 1966: Sergey Grishin, russisch-amerikanischer Unternehmer und Ingenieur
- 1966: Pierre Thorsson, schwedischer Handballspieler und -trainer
- 1967: Pierre Omidyar, US-amerikanischer Unternehmer
- 1967: Albert Pesendorfer, österreichischer Opernsänger
- 1967: Carrie Preston, US-amerikanische Schauspielerin und Filmregisseurin

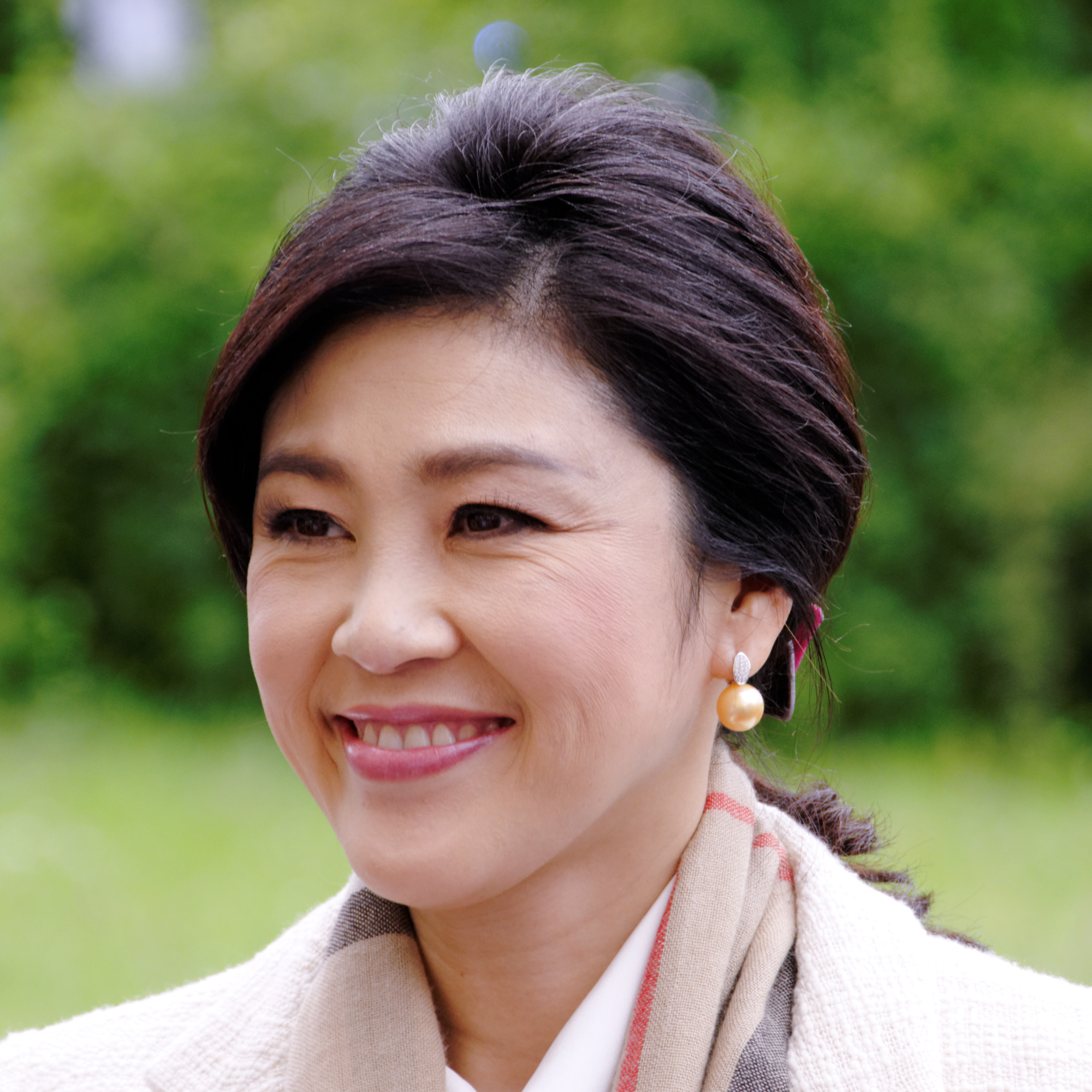
Yingluck Shinawatra (* 1967)

- 1967: Yingluck Shinawatra, thailändische Politikerin
- 1968: Anneli Andelén, schwedische Fußballspielerin
- 1968: Chris Gueffroy, letztes Todesopfer an der Berliner Mauer
- 1968: Peter Vajkoczy, deutscher Neurochirurg und Hochschullehrer
- 1969: Lloyd Avery II, US-amerikanischer Schauspieler
- 1969: Harun Isa, albanischer Fußballspieler
- 1969: Sebastian Maack, deutscher Ingenieur und Politiker
- 1969: Gabriella Paruzzi, italienische Skisportlerin
- 1969: Marie Simone Steinbauer, deutsche Schauspielerin
- 1970: Hans Peter Doskozil, österreichischer Politiker

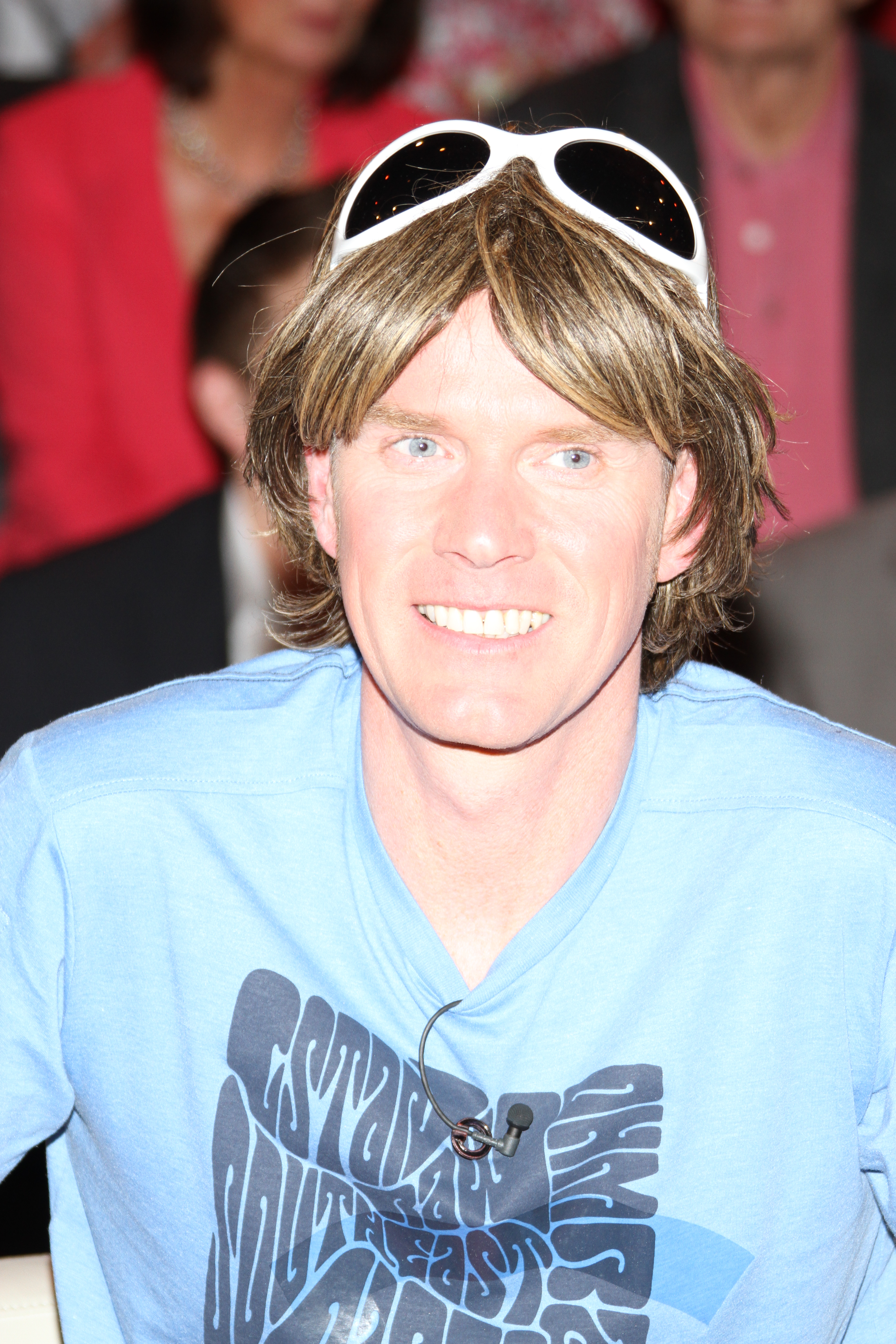
Mickie Krause (* 1970)

- 1970: Mickie Krause, deutscher Sänger
- 1970: Pete Rock, US-amerikanischer Musikproduzent
- 1971: Davide Olivares, italienischer Fußballspieler
- 1971: Anette Olzon, schwedische Sängerin
- 1972: Nobuharu Asahara, japanischer Leichtathlet
- 1972: Daniel Bogner, römisch-katholischer Theologe
- 1972: Kristina Herzog, deutsche Schriftstellerin
- 1972: Dorkas Kiefer, deutsche Schauspielerin
- 1972: Johann König, deutscher Kabarettist
- 1972: Åsa Mogensen, schwedische Handballspielerin
- 1973: Alyson Annan, australische Hockeyspielerin
- 1973: Zuzana Čaputová, slowakische Juristin, Umweltaktivistin und Politikerin

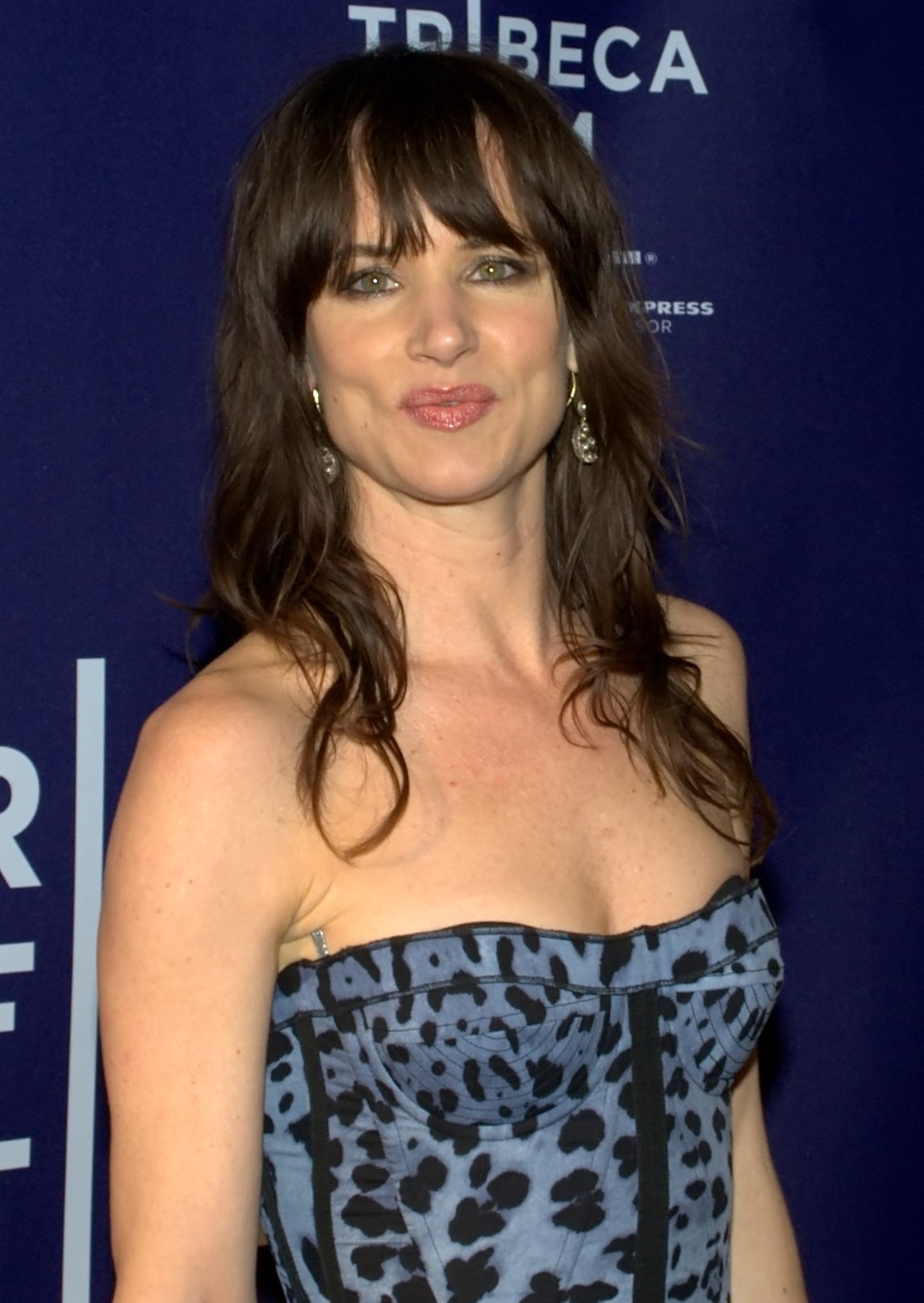
Juliette Lewis (* 1973)

- 1973: Juliette Lewis, US-amerikanische Schauspielerin
- 1974: Flavio Roma, italienischer Fußballspieler
- 1974: Roman Simon, deutscher Politiker
- 1974: Maggie Siff, US-amerikanische Schauspielerin
- 1974: Altin Volaj, albanischer Komponist und Musikpädagoge

#### 1976–2000
- 1976: Miroslav Karhan, slowakischer Fußballspieler
- 1976: René Aufhauser, österreichischer Fußballspieler
- 1977: Aðalsteinn Eyjólfsson, isländischer Handballspieler und -trainer
- 1977: Jochen Hecht, deutscher Eishockeyspieler
- 1978: Erica Durance, kanadische Schauspielerin
- 1978: Cristiano Lupatelli, italienischer Fußballspieler
- 1979: Annett Fleischer, deutsche Moderatorin und Schauspielerin
- 1979: Julia Hahn, deutsche Juristin
- 1979: Konstantinos Katsouranis, griechischer Fußballspieler

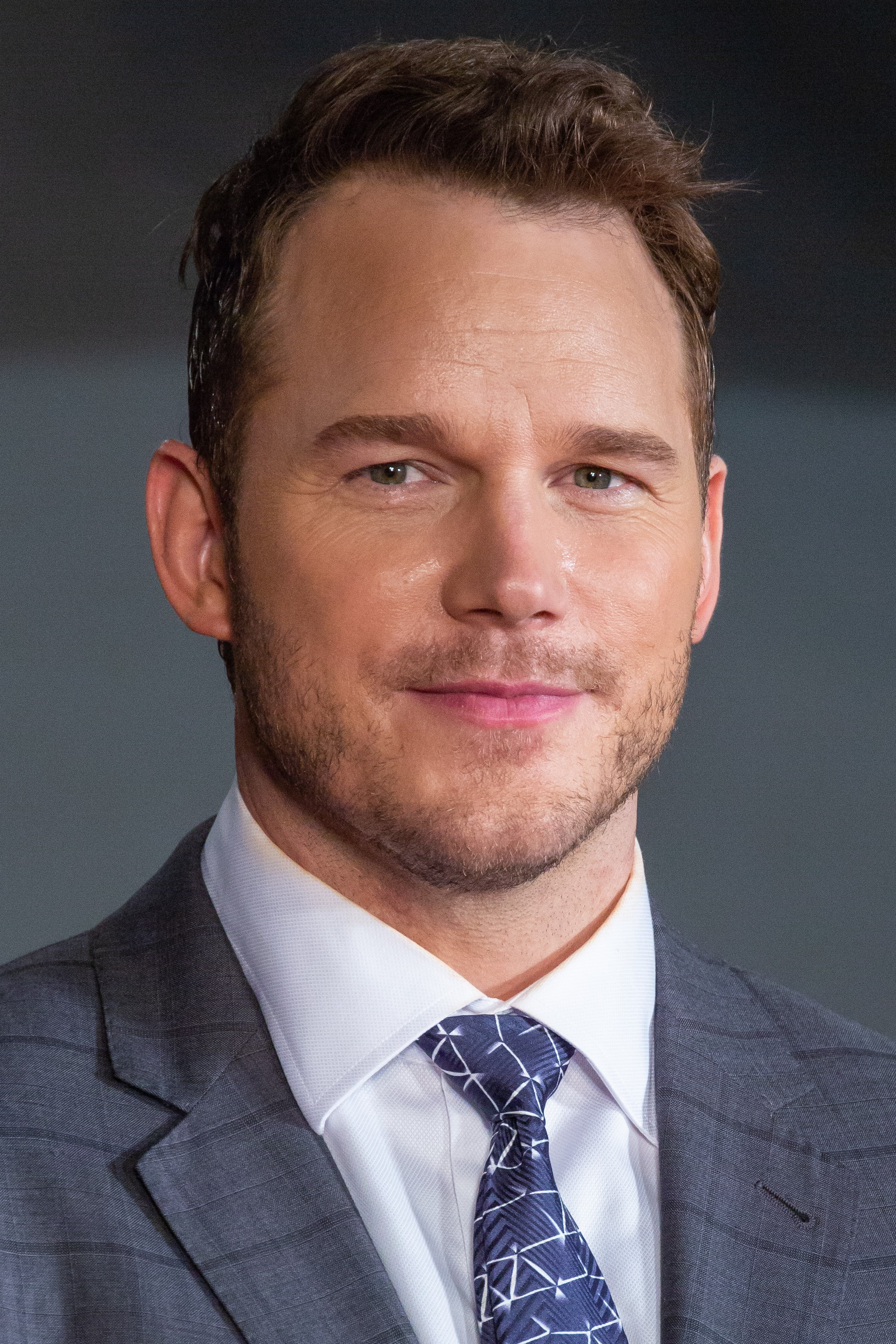
Chris Pratt (* 1979)

- 1979: Chris Pratt, US-amerikanischer Schauspieler
- 1980: Branko Bošković, montenegrinischer Fußballspieler
- 1980: J. T. Holmes, US-amerikanischer Extremskifahrer, Basejumper und Stuntman
- 1980: Gerard de Rooy, niederländischer Rennfahrer und Unternehmer
- 1981: Qi An, chinesischer Fußballspieler
- 1981: Brandon Flowers, US-amerikanischer Musiker
- 1981: Michael Hackert, deutscher Eishockeyspieler
- 1981: Christian Montanari, san-marinesischer Automobilrennfahrer
- 1982: Roman Stanislawowitsch Adamow, russischer Fußballspieler
- 1982: William, Duke of Cambridge, britischer Adliger, Thronfolger
- 1983: Edward Snowden, US-amerikanischer CIA-Mitarbeiter, Whistleblower

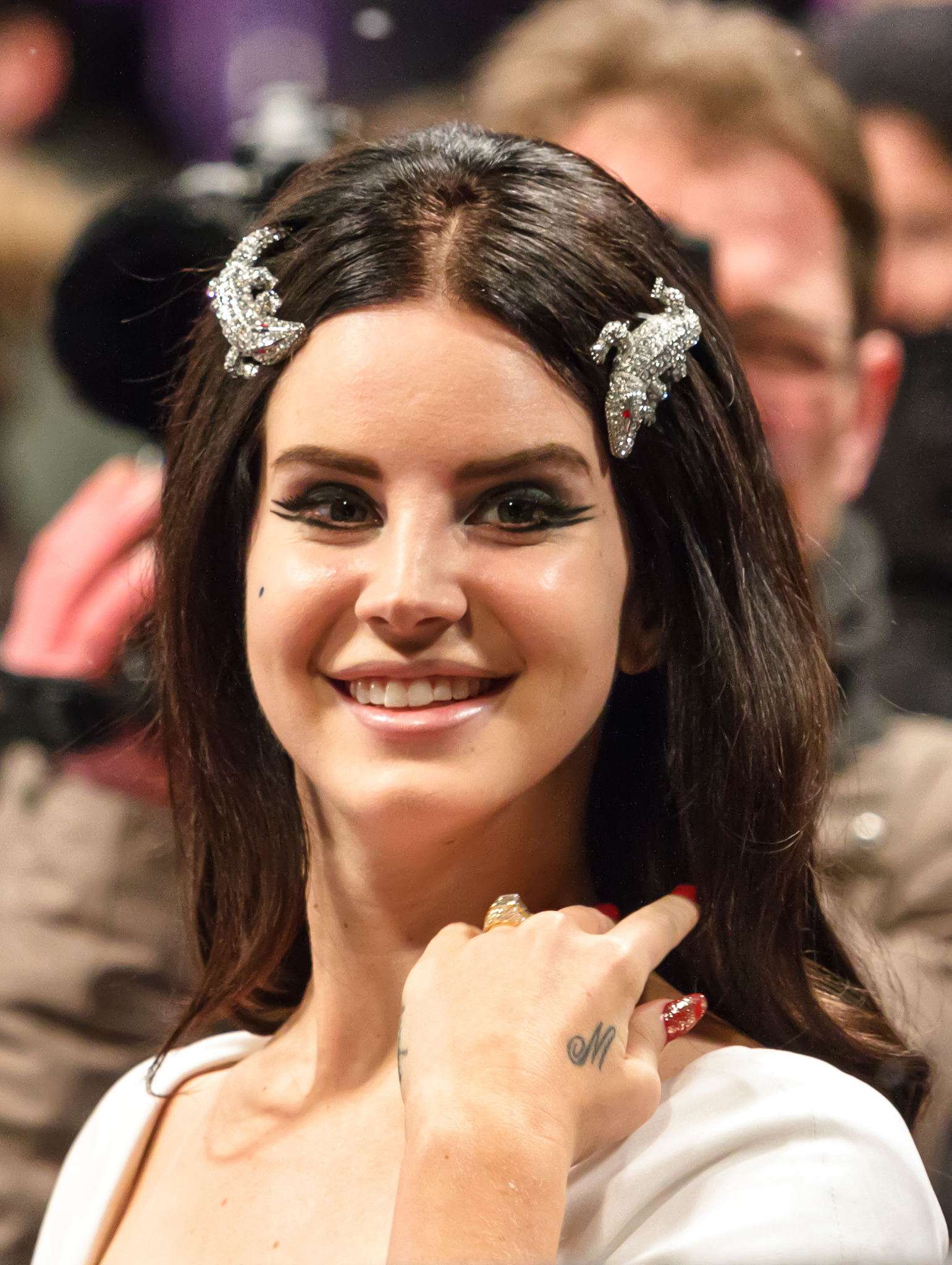
Lana Del Rey (* 1985)

- 1985: Lana Del Rey, US-amerikanische Sängerin
- 1986: Cheik Tioté, ivorischer Fußballspieler
- 1987: Pablo Barrera, mexikanischer Fußballspieler
- 1987: Nicolas Fettner, österreichischer Skispringer
- 1987: Sebastian Prödl, österreichischer Fußballspieler
- 1988: Beatrice Egli, Schweizer Schlagersängerin
- 1988: Nizar Khalfan, tansanischer Fußballspieler
- 1988: Vasko Ševaljević, montenegrinischer Handballspieler
- 1988: Isaac Vorsah, ghanaischer Fußballspieler
- 1988: Thaddeus Young, US-amerikanischer Basketballspieler
- 1989: Raheleh Asemani, belgisch-iranische Taekwondo-Sportlerin
- 1989: Christopher Lamb, US-amerikanischer Skispringer
- 1990: Estefanía Banini, argentinische Fußballspielerin
- 1990: Ričardas Berankis, litauischer Tennisspieler
- 1990: Miriam Neureuther, deutsche Biathletin und Skilangläuferin
- 1990: Håvard Nordtveit, norwegischer Fußballspieler
- 1990: François Moubandje, Schweizer Fußballspieler
- 1990: Knowledge Musona, simbabwischer Fußballspieler
- 1990: Matthias Böhmer, deutscher Rennrodler, Bobsportler und Sportfunktionär
- 1990: Jessy Moravec, Schweizer Schauspielerin

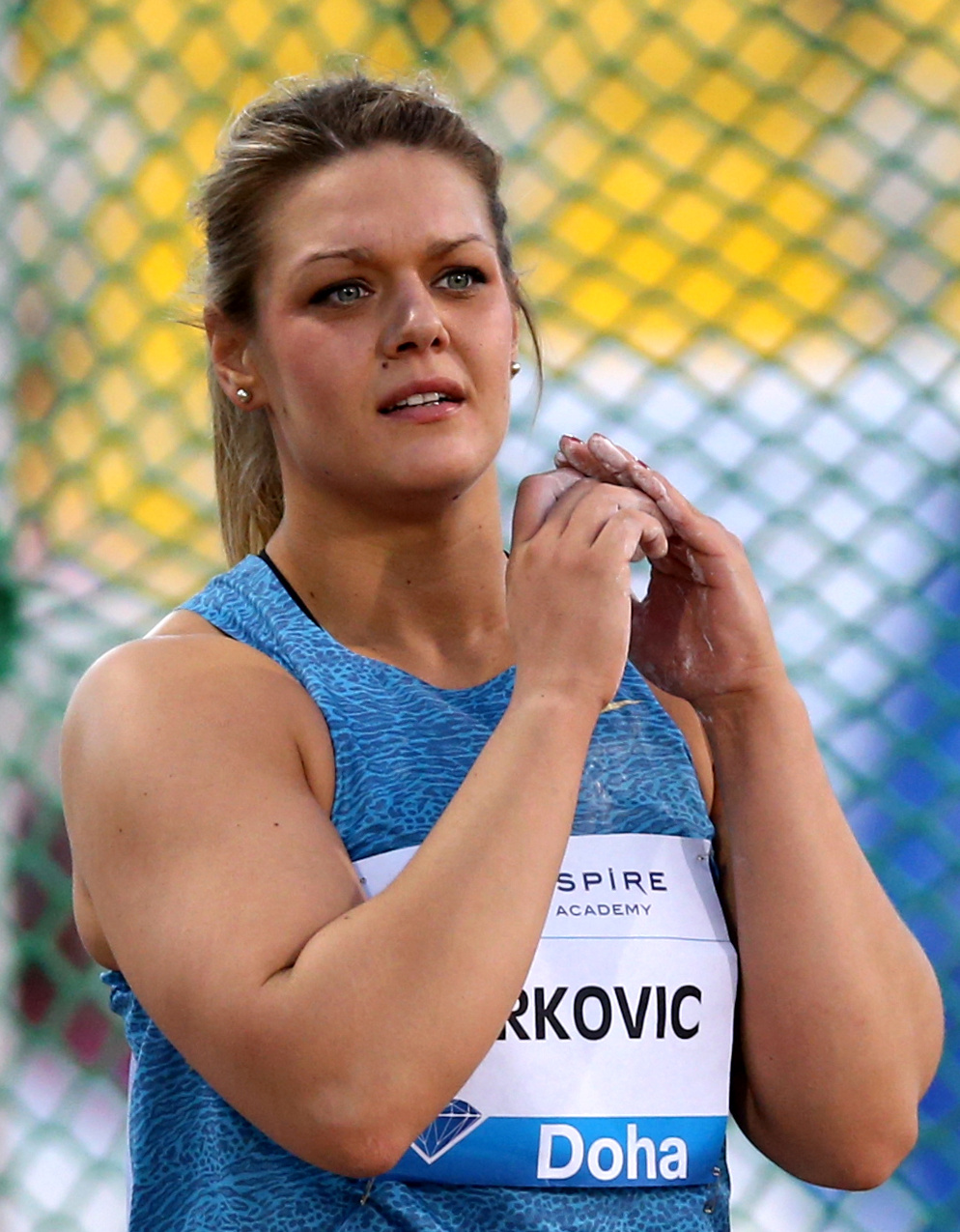
Sandra Perković (* 1990)

- 1990: Sandra Perković, kroatische Diskuswerferin
- 1990: Katrin Welter, deutsche Handballspielerin und -trainerin
- 1991: Mario Fernandes, deutscher Handballspieler
- 1991: Jean-Baptiste Lahaye, französischer Automobilrennfahrer
- 1991: Gaël Kakuta, französisch-kongolesischer Fußballspieler
- 1991: Luka Tankulic, deutsch-kroatischer Fußballspieler
- 1992: Max Schneider, US-amerikanischer Schauspieler und Sänger
- 1992: Taleb Tawatha, israelischer Fußballspieler
- 1997: Rebecca Black, US-amerikanische Sängerin
- 1998: Isabel Atkin, britische Freestyle-Skierin
- 1999: Marvin Klein, französischer Automobilrennfahrer
- 2000: Lisa Antl, deutsche Handballspielerin
- 2000: Dante Polvara, US-amerikanischer Fußballspieler

## Gestorben

### Vor dem 15. Jahrhundert
- 0524: Chlodomer, fränkischer König mit Residenz Orléans
- 0866: Radulf von Bourges, Erzbischof
- 0870: Al-Muhtadi, Kalif der Abbasiden
- 1040: Fulko III., Graf von Anjou
- 1093: Sophia, Gräfin von Bar
- 1126: Raimund von Roda, Bischof von Roda de Isábena und Barbastro
- 1200: Anastasija Srpska, serbisch-orthodoxe Heilige
- 1208: Philipp von Schwaben, Herzog von Schwaben und deutscher König
- 1221: Heinrich III., Herzog von Limburg und Graf von Arlon
- 1259: Otto II. von Lippe, Bischof von Münster

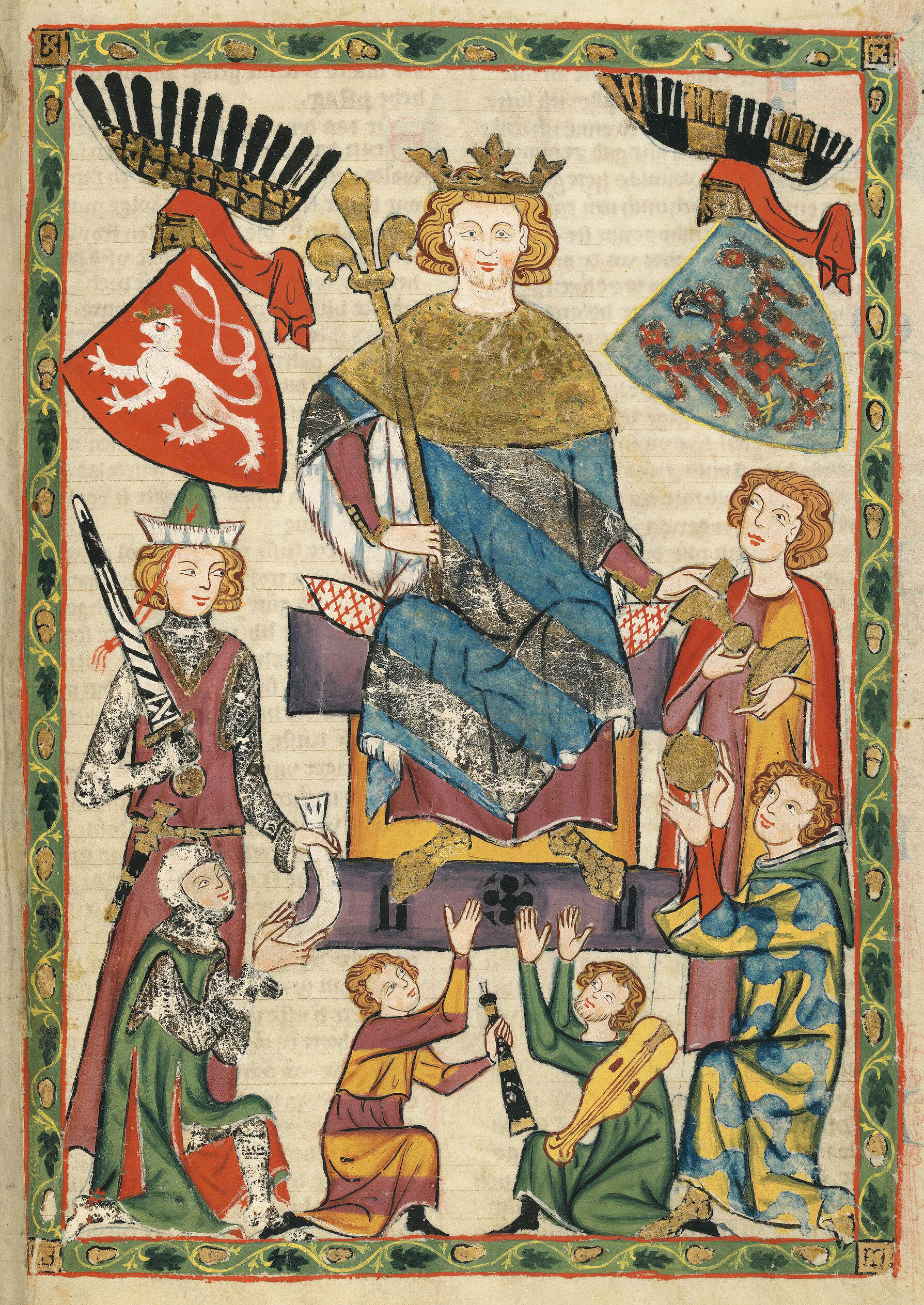
Wenzel II. von Böhmen († 1305)

- 1305: Wenzel II., König von Böhmen, Herzog von Krakau und König von Polen
- 1356: Bolko II., Herzog von Oppeln
- 1359: Erik XII., König von Schweden
- 1377: Eduard III., englischer König

### 15. bis 17. Jahrhundert
- 1412: Friedrich X., Graf von Hohenzollern
- 1413: Swantibor III., Herzog von Pommern-Stettin
- 1428: Konrad IV., deutscher Graf von Rietberg
- 1472: Johannes III. von Asel, Bischof von Verden
- 1475: Shin Suk-ju, koreanischer Politiker, Maler und neokonfuzianischer Philosoph
- 1483: Elisabeth von Burgund, Herzogin von Kleve

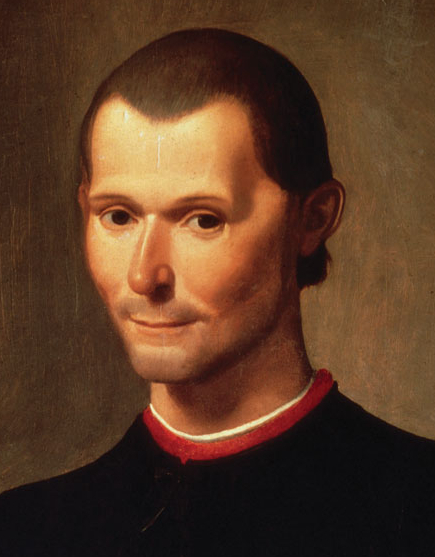
Niccolò Machiavelli († 1527)

- 1527: Niccolò Machiavelli, italienischer Politiker, Geschichtsschreiber und Dichter
- 1529: John Skelton, englischer Dramatiker
- 1535: Hans von Schönitz, deutscher Kaufmann, oberster Kämmerer und Vertrauter des Kardinals Albrecht von Brandenburg
- 1547: Sebastiano del Piombo, italienischer Maler
- 1560: Rudolf von und zu Frankenstein, Fürstbischof von Speyer
- 1582: Anayama Nobukimi, japanischer Samurai
- 1582: Oda Nobunaga, japanischer Kriegsherr
- 1582: Oda Nobutada, japanischer Samurai und Sohn von Oda Nobunaga
- 1591: Aloisius von Gonzaga, italienischer Jesuit und Pfleger von Pestkranken
- 1599: Bernhard IV. von Angelach-Angelach, deutscher Reichsritter
- 1614: Bartholomäus Scultetus, Görlitzer Bürgermeister und Mathematiker
- 1621: Friedrich von Bila, kaiserlicher Rat in Böhmen, Teilnehmer am Ständeaufstand

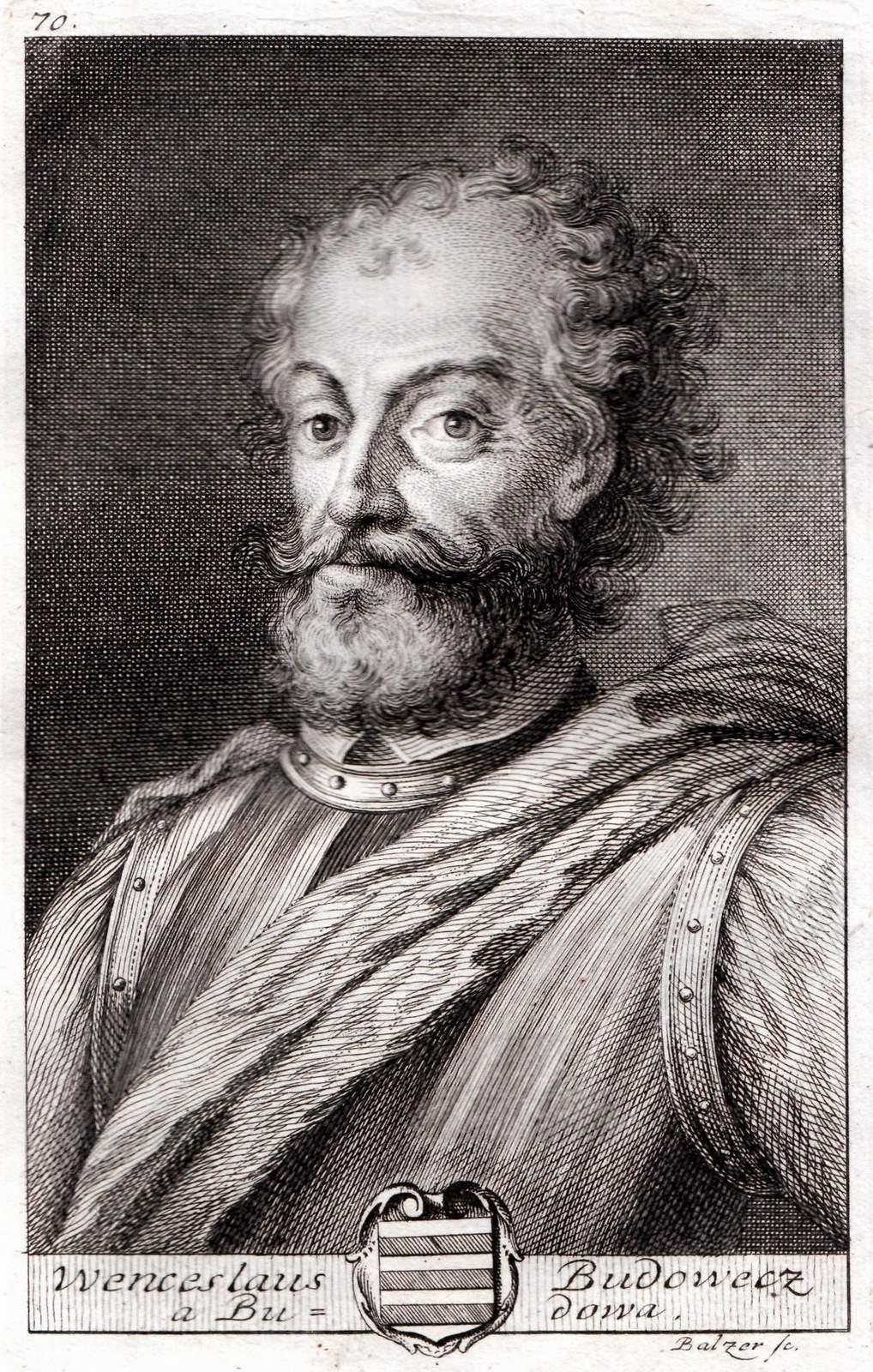
Václav Budovec z Budova († 1621)

- 1621: Václav Budovec z Budova, böhmischer Politiker, Diplomat und Schriftsteller, Teilnehmer am Ständeaufstand
- 1621: Kaspar Cappleri de Sulewicz, tschechischer Adeliger, Teilnehmer am Ständeaufstand
- 1621: Diwisch Czernin von Chudenitz, böhmischer Adeliger, Teilnehmer am Ständeaufstand
- 1621: Christoph Harant von Polschitz und Weseritz, böhmischer Adeliger, Teilnehmer am Ständeaufstand
- 1621: Jan Jessenius, slowakischer Arzt und Politiker, Teilnehmer am Ständeaufstand
- 1621: Joachim Andreas von Schlick, Führer der protestantischen Stände in Böhmen, Teilnehmer am Ständeaufstand
- 1621: Louis III. de Lorraine-Guise, Erzbischof von Reims und Kardinal
- 1629: Szymon Zimorowic, polnischer Dichter
- 1631: John Smith, englischer Söldner und Abenteurer
- 1632: Anselmus de Boodt, flämischer Chemiker, Arzt, Botaniker und Mineraloge
- 1652: Inigo Jones, englischer Architekt
- 1661: Andrea Sacchi, italienischer Maler
- 1665: Giovanni Maria Galli da Bibiena, italienischer Maler
- 1681: Sigmund von Birken, deutscher Schriftsteller
- 1692: Christian Ludwig I., Herzog von Mecklenburg-Schwerin
- 1695: Johannes Lavater, Schweizer evangelischer Geistlicher und Hochschullehrer

### 18. Jahrhundert
- 1708: Frederik von Gabel, dänischer Kaufmann und Statthalter der dänischen Krone auf den Färöern
- 1721: Johann Christoph Müller, deutscher Kartograf und Ingenieuroffizier

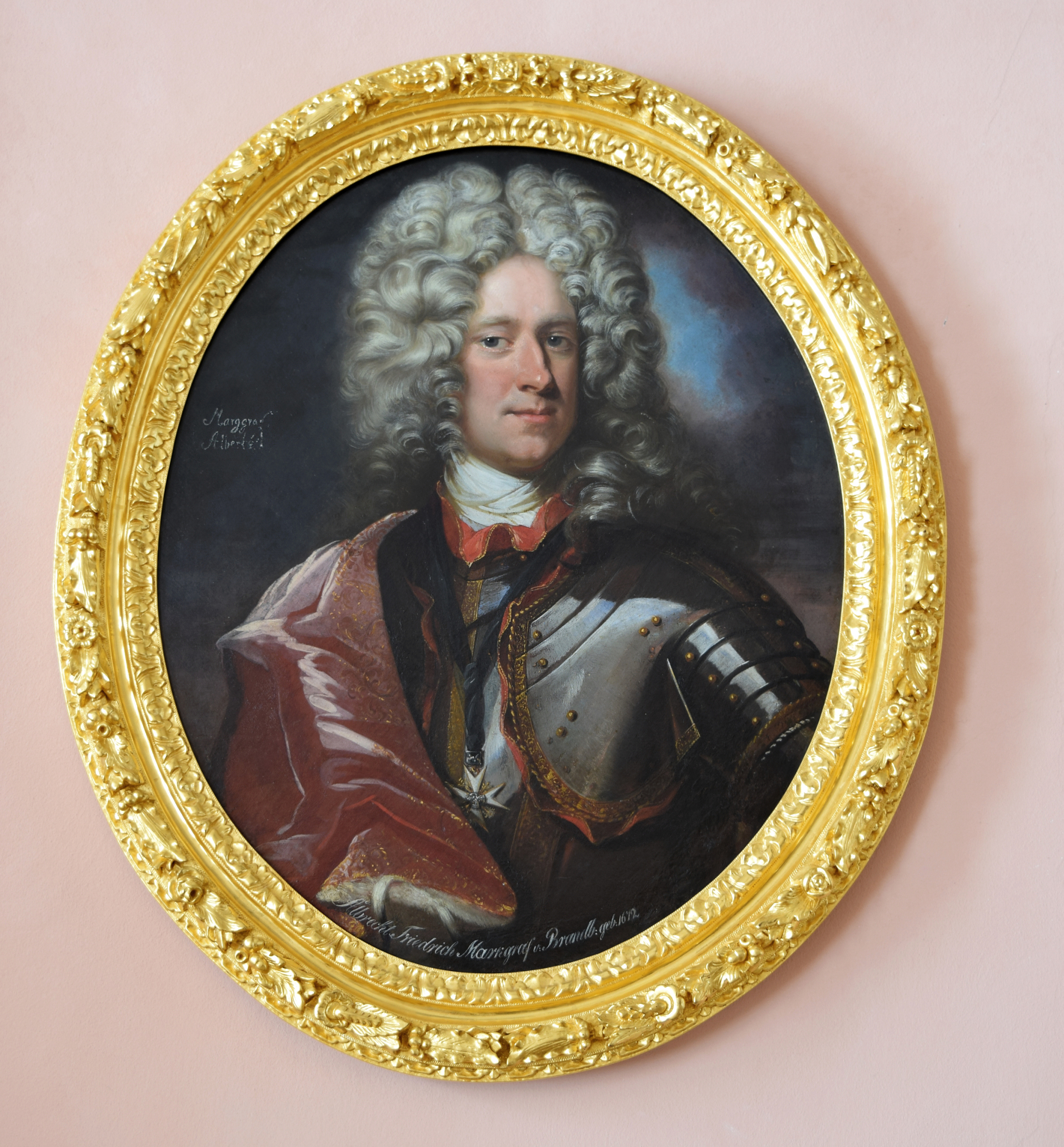
Albrecht Friedrich von Brandenburg-Schwedt († 1731)

- 1731: Albrecht Friedrich von Brandenburg-Schwedt, kurbrandenburgisch-preußischer Generalleutnant und Herrenmeister des Johanniterordens
- 1738: Charles Townshend, 2. Viscount Townshend, britischer Politiker und Secretary of State
- 1749: Maria Renata Singer von Mossau, Nonne und Superiorin im Kloster Unterzell, Opfer der Hexenverfolgungen im Hochstift Würzburg
- 1754: Johann Baptist Martinelli, österreichischer Baumeister und Architekt
- 1759: Sebastián de Eslava y Lazaga, spanischer Offizier, Kolonialverwalter und Vizekönig von Neugranada
- 1766: Claudio Francesco Beaumont, italienischer Maler und Zeichner
- 1767: Władysław Aleksander Łubieński, Erzbischof von Lemberg, Erzbischof von Gniezno sowie Primas von Polen-Litauen und Interrex von Polen-Litauen
- 1775: Karl, Fürst von Nassau-Usingen
- 1779: Hermann Werner von der Asseburg, kurkölnischer Premierminister
- 1782: Georg Wilhelm von Hessen-Darmstadt, deutscher Adeliger
- 1784: Daniel Högger, Bürgermeister der Stadt St. Gallen in der Schweiz
- 1786: George Hepplewhite, englischer Kunsttischler
- 1788: Johann Georg Hamann, deutscher Philosoph und Schriftsteller
- 1796: Richard Gridley, britisch-US-amerikanischer Militäringenieur
- 1797: Andreas Peter von Bernstorff, Außenminister des Dänischen Gesamtstaates

### 19. Jahrhundert

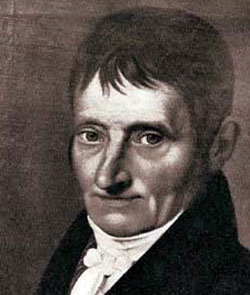
Justus Erich Walbaum († 1837)
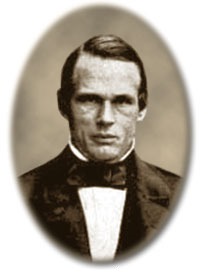
Anders Jonas Ångström († 1874)
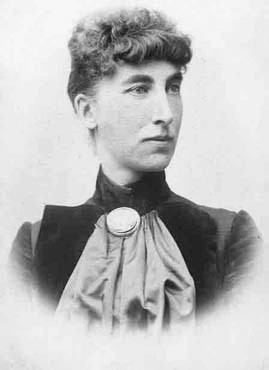
Victoria Benedictsson († 1888)
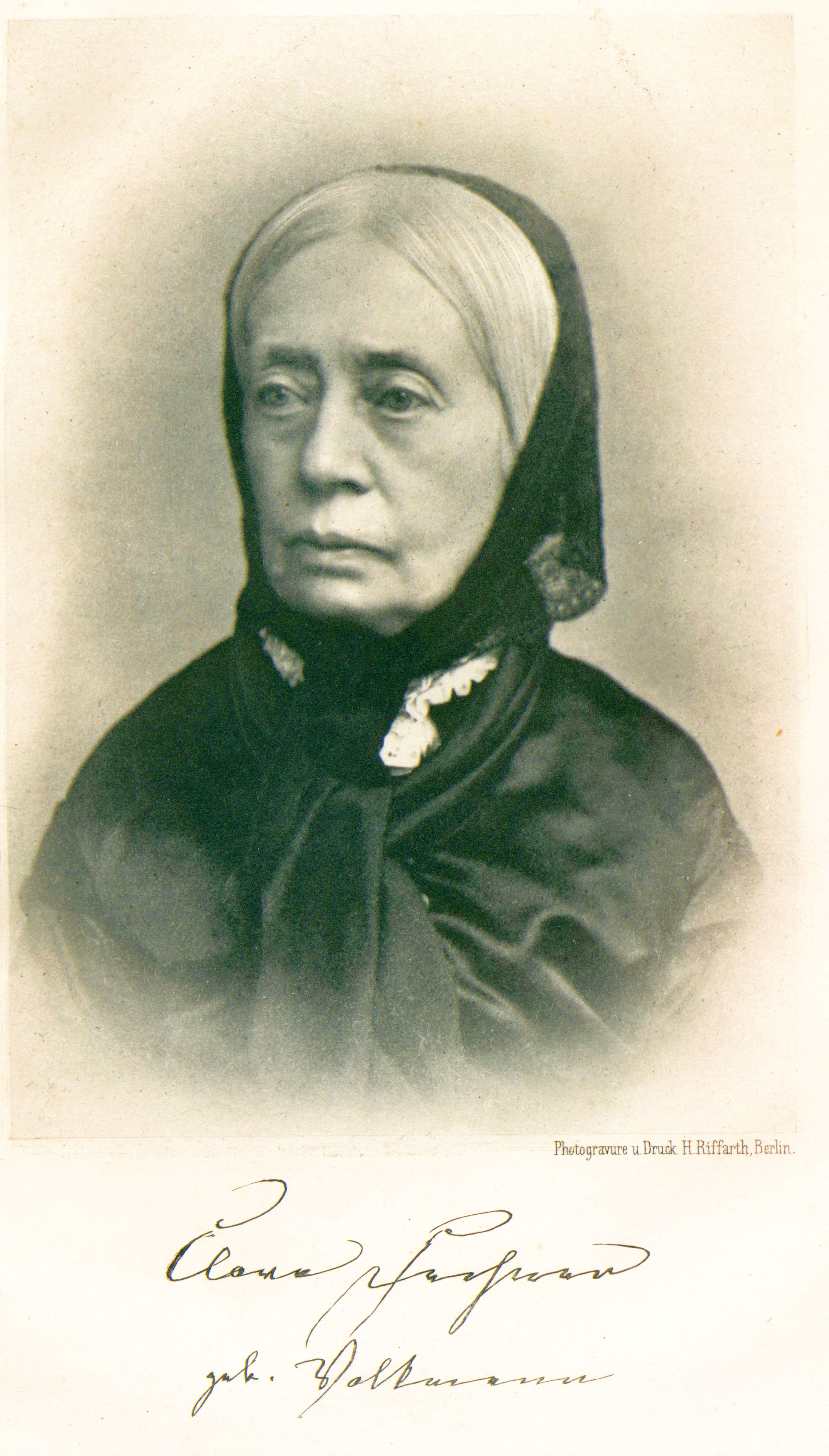
Clara Maria Fechner († 1900)

- 1806: Johann Ignaz Schiffermüller, österreichischer Zoologe
- 1812: Johann Friedrich August Tischbein, deutscher Maler
- 1814: Gilbert Elliot-Murray-Kynynmound, 1. Earl of Minto, britischer Politiker und Diplomat
- 1814: Johann Martin Miller, deutscher Theologe und Schriftsteller
- 1816: Gottfried Nicolai Angelo, dänischer Kupferstecher und Lehrer
- 1819: Jiří Družecký, tschechischer Oboist und Komponist
- 1821: César-Guillaume de La Luzerne, französischer Geistlicher
- 1825: Johann Friedrich Facius, deutscher Pädagoge und Altphilologe
- 1831: Wilhelm Amsinck, deutscher Kaufmann, Ratsherr und Bürgermeister
- 1835: Henri Pyt, Schweizer Wanderprediger
- 1837: Justus Erich Walbaum, deutscher Typograf, Schriftgießer und Stempelschneider
- 1839: Bonifác Buzek, tschechischer Priester, Volksaufklärer, Philosoph und Pädagoge
- 1840: Karl Christian Ferdinand Chop, deutscher Beamter
- 1844: Joaquín Abarca, spanischer Prälat
- 1851: Franz Xaver von Pflummern, bayerischer Beamter
- 1852ː Mary Anne Clarke, britische Mätresse
- 1852: Friedrich Fröbel, deutscher Pädagoge, gründete den ersten Kindergarten
- 1853: Franz Serafin Exner, österreichischer Philosoph
- 1853: Johann Wilhelm Josef Sonoré, preußischer Offizier und Landrat
- 1857: Louis Jacques Thénard, französischer Chemiker
- 1858: Adolf Ivar Arwidsson, finnischer Journalist, Schriftsteller und Historiker
- 1869: Gottlieb Theodor Becker, deutscher Pädagoge
- 1872: Robert Eduard Prutz, deutscher Schriftsteller
- 1874: Anders Jonas Ångström, schwedischer Astronom und Physiker
- 1874: Paul Mendelssohn-Bartholdy, deutscher Bankier
- 1876: Antonio López de Santa Anna, mexikanischer Offizier und Politiker
- 1878: Johann Jakob Rychner, Schweizer Veterinär
- 1880: Theophilus H. Holmes, Generalleutnant der Confederate States Army
- 1887: Gozewijn Jan Loncq, niederländischer Mediziner
- 1887: Adolf Schimon, österreichisch-deutscher Pianist, Gesangslehrer und Komponist
- 1888: Victoria Benedictsson, schwedische Schriftstellerin
- 1893: Leland Stanford, Begründer der Stanford-Universität
- 1894: Eduard Franke, deutscher Lehrer, Pfarrer und Dichter
- 1896: Hugo von Bilimek-Waissolm, österreichischer Feldmarschallleutnant
- 1898: Anton Kerner von Marilaun, österreichischer Botaniker und Universitätsprofessor
- 1900: Clara Fechner, deutsche Schriftstellerin
- 1900: Polibio Fumagalli, italienischer Organist, Komponist und Musikpädagoge

### 20. Jahrhundert

#### 1901–1950
- 1901ː Hermine Jules, böhmische Theaterschauspielerin
- 1908: Nikolai Andrejewitsch Rimski-Korsakow, russischer Komponist, Dirigent und Musikpädagoge

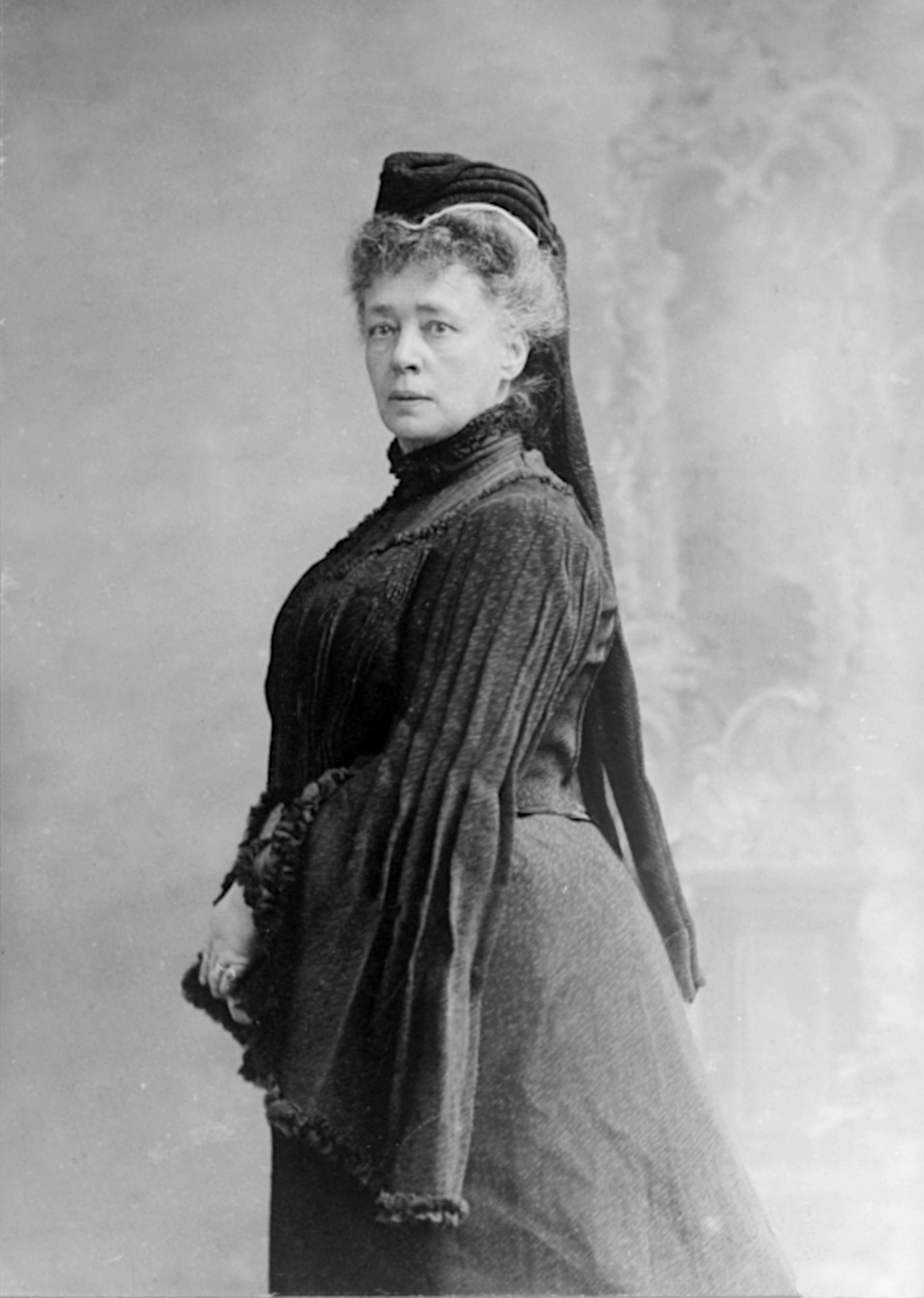
Bertha von Suttner († 1914)

- 1914: Bertha von Suttner, österreichische Pazifistin, Friedensforscherin und Schriftstellerin, Friedensnobelpreisträgerin
- 1918: Edward Józef Abramowski, polnischer Philosoph, Psychologe, Soziologe und Anarchist
- 1918: Hermann Essig, deutscher Dramatiker, Erzähler und Lyriker
- 1921: Murphy J. Foster, US-amerikanischer Politiker
- 1930: Carl Schrader, deutscher Astronom und Bryologe
- 1930: Eva von Tiele-Winckler, deutsche Diakonisse
- 1931: Nellie Stewart, australische Schauspielerin und Sängerin
- 1932: Mathilde Block, deutsche Malerin
- 1932: Nat Phillips, australischer Theaterleiter, Komiker und Entertainer
- 1934: Thorne Smith, US-amerikanischer Autor
- 1936: Matthias Auckenthaler, österreichischer Alpinist
- 1936ː Gertrud David, deutsche Frauenrechtlerin, Konsumgenossenschafterin und Filmschaffende
- 1938ː Gertrud Staats, deutsche Malerin

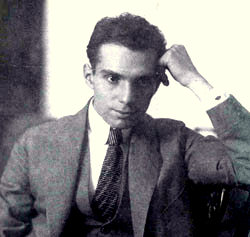
Walter Hasenclever († 1940)

- 1940: Walter Hasenclever, deutscher Schriftsteller des Expressionismus
- 1940: Janusz Kusociński, polnischer Leichtathlet
- 1940: Édouard Vuillard, französischer Maler des Symbolismus
- 1940: Jean Vuillermoz, französischer Komponist
- 1944: Arie Noordtzij, niederländischer reformierter Theologe
- 1946: Heinrich Kaminski, deutscher Komponist
- 1946ː Amelia Pinto, italienische Opernsängerin
- 1948: Hans Aull, deutscher Richter
- 1949: Fritz Höger, deutscher Architekt
- 1950: Leopold Ziegenbein, deutscher Nautiker, Kapitän und Kommodore

#### 1951–2000
- 1951: Charles Dillon Perrine, US-amerikanisch-argentinischer Astronom
- 1957: František Kupka, tschechischer Maler

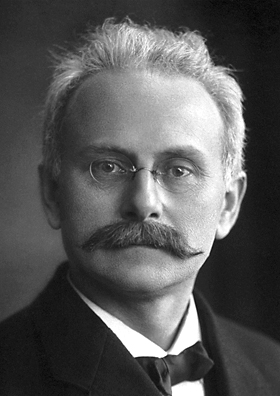
Johannes Stark († 1957)

- 1957: Johannes Stark, deutscher Physiker, Nobelpreisträger
- 1958: Jean-Marie Brussin, französischer Automobilrennfahrer und Industrieller
- 1958: Eduard Erdmann, lettischer Pianist und Komponist
- 1959: Fridtjof Backer-Grøndahl, norwegischer Pianist und Komponist
- 1964: James Earl Chaney, US-amerikanischer Bürgerrechtler
- 1964: Andrew Goodman, US-amerikanischer Bürgerrechtler
- 1964: Gaston Manent, französischer Politiker
- 1964: Michael Schwerner, US-amerikanischer Bürgerrechtler
- 1966: Reg Calvert, britischer Musikmanager und Radiopirat
- 1969: Maureen Connolly, US-amerikanische Tennisspielerin
- 1969: Marcel Roman, belgischer Ruderer
- 1970: Piers Courage, britischer Automobilrennfahrer
- 1970: Lew Abramowitsch Kassil, russischer Schriftsteller und Kinderbuchautor

Sukarno († 1970)

- 1970: Sukarno, indonesischer Staatspräsident
- 1971: Ludwig Schmidseder, deutscher Komponist
- 1972ː Melida Palme, deutsch/polnische Gerechte unter den Völkern
- 1978: Max Fürst, deutscher Schriftsteller
- 1979: Angus MacLise, US-amerikanischer Musiker
- 1980: Bert Kaempfert, deutscher Orchesterleiter und Musikproduzent, Arrangeur und Komponist
- 1981: Johan Fabricius, niederländischer Schriftsteller, Illustrator, Journalist und Abenteurer
- 1985: Carl Andresen, deutscher Theologe und Religionshistoriker
- 1985: Tage Erlander, schwedischer Premierminister
- 1987: Abram Chasins, US-amerikanischer Komponist, Pianist und Musikwissenschaftler

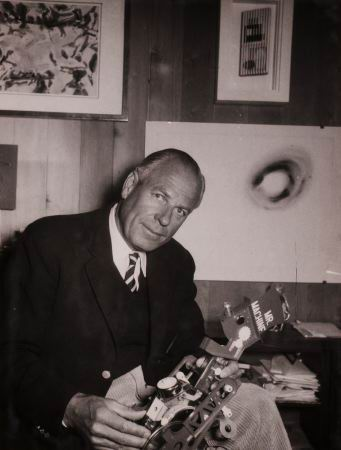
Theodor Ahrenberg († 1989)

- 1989: Theodor Ahrenberg, schwedischer Unternehmer und Kunstsammler
- 1989: Andrés Holguín, kolumbianischer Lyriker, Übersetzer und Literaturkritiker
- 1990: Rudolf Alexander Agricola, deutscher Bildhauer
- 1990: June Christy, US-amerikanische Sängerin
- 1990: Lucy Millowitsch, deutsche Schauspielerin und Theaterleiterin
- 1991: Klaus Schwarzkopf, deutscher Schauspieler und Synchronsprecher
- 1992: Walter Kröter, deutscher Schauspieler
- 1993: Al Fairweather, britischer Musiker
- 1993: André Frénaud, französischer Lyriker und Essayist
- 1994: Carlos Jiménez Mabarak, mexikanischer Komponist
- 1994: Walter Riml, österreichischer Kameramann und Filmschauspieler

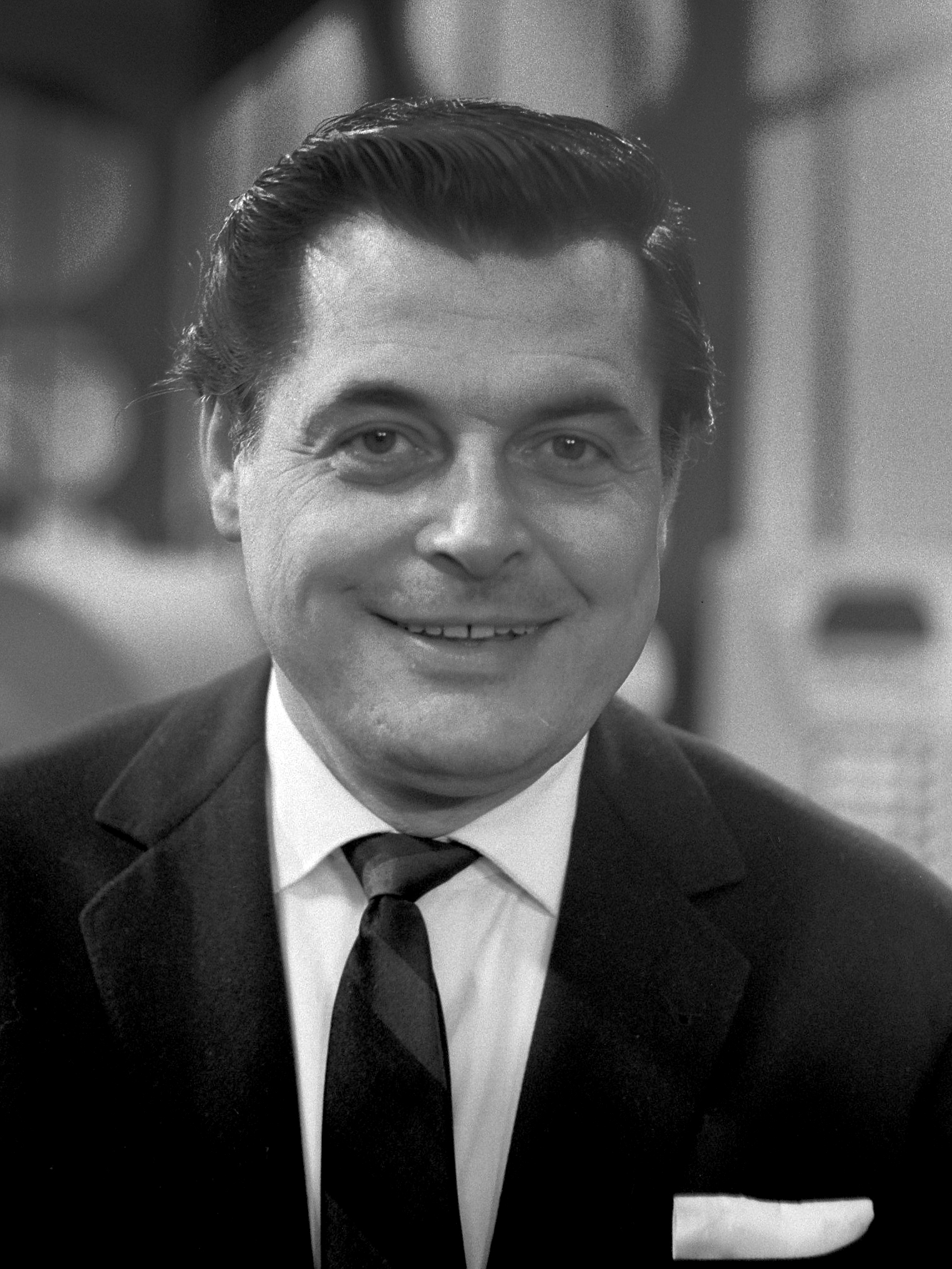
Gerhard Wendland († 1996)

- 1996: Gerhard Wendland, deutscher Schlagersänger
- 1998: Anastasio Alberto Ballestrero, italienischer Ordensgeistlicher, Erzbischof von Turin
- 1998: Gerhard Gundermann, deutscher Liedermacher
- 1999: Amédée Borsari, französischer Komponist
- 1999: Karl Krolow, deutscher Schriftsteller
- 2000: Alan Hovhaness, US-amerikanischer Komponist
- 2000: Åke Senning, schwedischer Herzchirurg

### 21. Jahrhundert

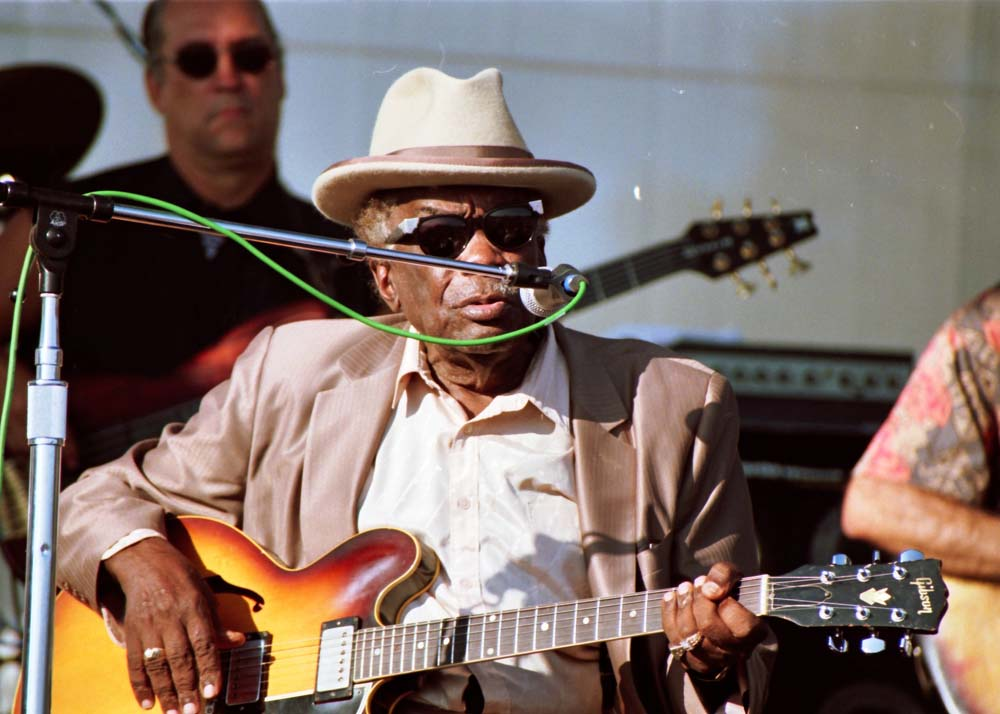
John Lee Hooker († 2001)

- 2001: John Lee Hooker, US-amerikanischer Bluesmusiker
- 2001: Carroll O’Connor, US-amerikanischer Schauspieler
- 2002: Gösta Berggren, schwedischer Skispringer
- 2003: Hans Boesch, Schweizer Schriftsteller
- 2003: Leon Uris, US-amerikanischer Schriftsteller
- 2003: Rudolf Wölfl, deutscher Philologe, Pädagoge und Humanist
- 2004: Leonel de Moura Brizola, brasilianischer Politiker
- 2005: Guillermo Suárez Mason, argentinischer General („Schlächter von El Olimpo“)
- 2005: Jaime Lachica Sin, philippinischer Geistlicher, Erzbischof von Manila, Kardinal
- 2006: Jacques Lanzmann, französischer Schriftsteller und Journalist
- 2007: James Carson, US-amerikanischer Country- und Old-Time-Musiker

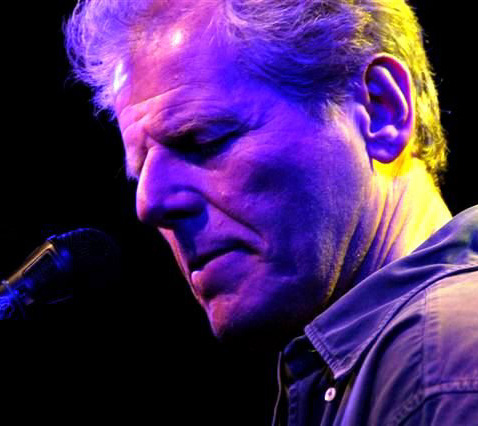
Georg Danzer († 2007)

- 2007: Georg Danzer, österreichischer Liedermacher
- 2007: Horst Gehann, deutscher Dirigent und Komponist, Konzertorganist, Cembalist und Musikverleger
- 2007: Erhard Köster, deutscher Schauspieler und Synchronsprecher
- 2007: László Sillai, ungarischer Ringer
- 2009: Hermann Eiselen, deutscher Unternehmer und Mäzen
- 2010: Wilfried Feldenkirchen, deutscher Wirtschaftshistoriker
- 2012: Otto Schwalge, deutscher Grafiker
- 2012: Anna J. Schwartz, US-amerikanische Ökonomin
- 2013: Heinz Heinen, deutsch-belgischer Althistoriker
- 2013: Elliott Reid, US-amerikanischer Schauspieler
- 2014: Ghislaine Demonceau, französische Geigerin
- 2014: Johannes Strassmann, deutscher Pokerspieler

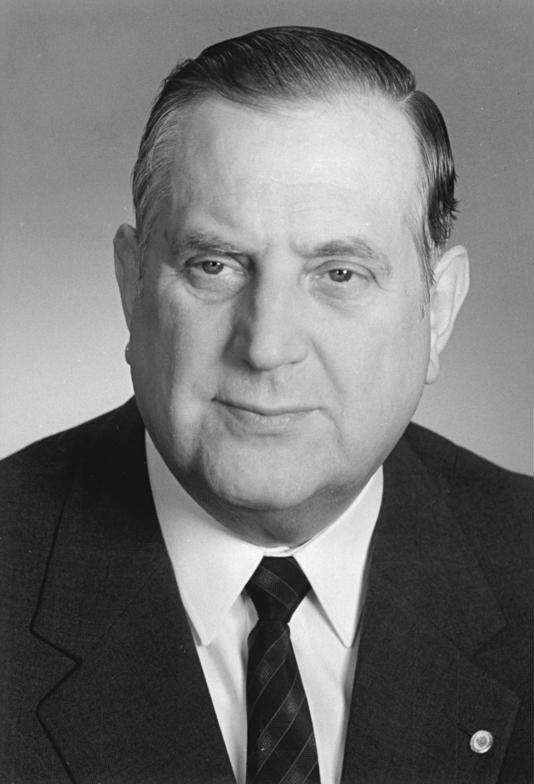
Alexander Schalck-Golodkowski († 2015)

- 2015: Alexander Schalck-Golodkowski, deutscher Politiker, Wirtschaftsfunktionär der DDR
- 2015: Gunther Schuller, US-amerikanischer Komponist und Jazzmusiker
- 2016: Helen Edwards, US-amerikanische Physikerin
- 2016: Dietrich Eichholtz, deutscher Historiker
- 2016: Kunio Hatoyama, japanischer Politiker
- 2017: Bernulf Kanitscheider, deutscher Philosoph und Wissenschaftstheoretiker
- 2017: Steffi Walter, deutsche Rennrodlerin
- 2018ː Doris Arndt, deutsche Dompteuse, berühmt für ihre Auftritte mit Großkatzen und Bären
- 2018: Charles Krauthammer, US-amerikanischer Publizist
- 2018ː Hanne Wickop, deutsche Malerin und Schriftstellerin
- 2019: Dimitris Christofias, zypriotischer Politiker
- 2019: Édouard-Jean Empain, belgischer Unternehmer
- 2019: Peter Selz, US-amerikanischer Kunsthistoriker
- 2020: Jürgen Holtz, deutscher Schauspieler und bildender Künstler
- 2022: Jaroslav Škarvan, tschechoslowakischer Handballtorwart
- 2023: Winnie Ewing, schottische Politikerin
- 2023: Kirsten Hansen-Møller, dänische Schauspielerin

## Feier- und Gedenktage
- Kirchliche Gedenktage
  - Hl. Alban von Mainz, Priester, Missionar und Märtyrer (römisch-katholisch)
  - Eva von Tiele-Winckler, deutsche Ordensgründerin (evangelisch)
  - Hl. Aloisius von Gonzaga, italienischer Adeliger, Ordensmitglied und Schutzpatron (römisch-katholisch)
  - Onesimos Nesib, äthiopischer Übersetzer und Evangelist (evangelisch: ELCA)

- Namenstage
  - Alban, Alois, Ralf, Ralph

- Weitere Informationen zum Tag
  - Willakatuti, Feiertag in Bolivien
  - Fête de la Musique, internationaler Tag der selbstgemachten Musik (seit 1982)
  - Welthumanistentag (seit 1982)
  - Tag des Schlafes (seit 2000)

Weitere Einträge enthält die Liste von Gedenk- und Aktionstagen.